# Caratteristiche tecniche della Lancia Aurelia B20
Caratteristiche tecniche delle coupé Lancia Aurelia B20

## Le sei serie della B20
Occorre precisare che, contrariamente a quanto accaduto con le Aurelia "berlina" di cui si contano due diverse serie, l'Aurelia B20 non risulta essere mai stata ufficialmente classificata per "serie" né tanto meno in qualche misura identificata con quella definizione: la suddivisione "in serie successive" è entrata nell'uso comune, quando ormai la vettura era fuori produzione, per ragioni di maggior immediatezza, dal momento che i dati ufficiali della Casa hanno sempre fatto riferimento esclusivamente alla numerazione progressiva degli autotelai raggiunta al momento delle modifiche apportate al modello, non consentendo dunque la necessaria immediata comprensione.
Diamo di seguito l'elenco delle sei serie con i parametri distintivi più significativi:
- Prima Serie: (da B20-1001 a B20-1500) prodotta dall'aprile 1951 al febbraio 1952, 2 litri, 75 cv, coda senza "codine", paraurti con rostri;
- Seconda Serie: (da B20-1501 a B20-2231) prodotta dal marzo 1952 al febbraio 1953, 2 litri, 80 cv, "codine" posteriori, paraurti senza rostri;
- Terza Serie: (da B20-2232 a B20-2951) prodotta dal marzo 1953 al dicembre 1953, 2,5 litri, 118 cv, "coda" più arrotondata e senza codine, fanaleria anteriore senza "palpebre";
- Quarta Serie: (da B20-2952 a B20-3696 e da B20S-1001 a B20S-1255) prodotta dall'inizio 1954 al dicembre 1955, 2,5 litri, 118 cv, ponte posteriore De Dion, vetri polarizzati verdi, volante a due razze (nero);
- Quinta Serie: (da B20-3697 a B20-3816 e da B20S-1256 a B20S-1435) prodotta dal 1956 (inoltrato) al marzo 1957, 2,5 litri, 110 cv (depotenziata), nuovo cambio, lunotto ampliato, aggiunta di profili cromati, volante a tre razze (in alluminio e corona in legno), finiture più curate;
- Sesta Serie: (da B20-3817 a B20-4011 e da B20S-1436 a B20S-1860) prodotta dall'aprile 1957 al novembre 1958, 2,5 litri, 112 cv, innumerevoli ma piccole modifiche meccaniche, deflettori alle portiere.

### Coupé prima serie B20
- - Periodo di produzione: approssimativamente, dall'aprile 1951 al febbraio 1952
  - Modelli:
    - tipo B20, coupé 2 porte, 2-3 posti, con guida a destra

  - Motore: tipo B20
  - Numerazione progressiva:
    - tipo B20: da 1001 a 1500

  - Unità prodotte:
    - tipo B20: 500

  - Caratteristiche principali:
 motore: anteriore a 6 cilindri a V di 1990,97 cm³, potenza 75 cv a 4500 giri, valvole in testa; carrozzeria: coupé 2 porte, 2-3 posti, scocca portante, sospensioni anteriore e posteriore a ruote indipendenti;trasmissione con trazione alle ruote posteriori, cambio a 4 rapporti+retromarcia;dimensioni e peso: passo cm 266, lunghezza cm 428, larghezza cm 154, peso in ordine di marcia, rifornita, kg 1070 circa;velocità max: km/h 160

In occasione del Salone dell'automobile di Torino inaugurato il 2 aprile 1951, la Lancia espone per la prima volta al pubblico la B20, una splendida coupé ad alte prestazioni dalla attraente linea “pulita”. Anche se al momento del lancio la B20 viene omologata per tre persone (tutte da ospitare sul sedile anteriore unico), si può tranquillamente affermare che questa nuova Aurelia, di fatto inaugura una formula che riscuoterà un enorme successo nei successivi vent'anni, quella della “gran turismo a 2 posti più 2 di fortuna”. A tutt'oggi irrisolta la questione riguardante la paternità della carrozzeria: taluni la attribuiscono alla Ghia (tramite la matita di Boano), altri alla Pininfarina. Di fatto, delle 500 B20 prima serie, 402 sono state realizzate da Pininfarina e 98 da Viotti (cui Ghia demanda la costruzione per la inadeguatezza delle sue linee di produzione). Da segnalare il fatto che Pininfarina apporta lievi modifiche ad alcuni particolari di carrozzeria, che subito rendono la linea ancora più scorrevole. 

Ma torniamo a questa prima B20 ed alle sue caratteristiche: ovviamente derivata dalla berlina B10, dalla quale eredita quasi tutte le caratteristiche (dalle sospensioni a quattro ruote indipendenti ai comandi, dal volante al cruscotto) questa coupé “monoscocca” a passo accorciato (cm 266 invece di 286) monta però un motore con cilindrata portata sin quasi alla soglia dei due litri (1990,97 cm³ per l'esattezza) erogante 75 cv grazie ad un rapporto di compressione di 8,4:1 (che richiede l'uso del supercarburante). Detto per inciso, va ricordato che questo motore da due litri, solo lievemente depotenziato, viene anche montato sulla scocca della berlina, che assume la denominazione B21 (per approfondimenti, si rimanda alla “voce” relativa).

Molto rastremata e di dimensioni contenute (lunga cm 428 e larga cm 154) è, assieme alla quasi contemporanea Alfa 1900 Sprint, una delle più maneggevoli e veloci sportive italiane del momento. Accreditata di una velocità massima di 160 km/orari (ottenuta grazie anche ad un rapporto al ponte più “lungo” rispetto a quello della berlina) la B20 si afferma subito anche nelle competizioni, come si può agevolmente evincere leggendo l'apposito capitolo.

Tra le variazioni in corso di produzione, a parte le già citate piccole modifiche ad alcuni particolari di carrozzeria apportate da Pininfarina, è da registrare la adozione di gomme Michelin “radiali” in luogo delle normali Pirelli (anche a fianco bianco) montate sui primi esemplari.

Malgrado un prezzo che non può che essere “consistente” (2.600.000 Lire al debutto), la B20 riscuote un immediato successo commerciale, tanto che, in meno di 1 anno, vengono venduti 500 esemplari. 
| Caratteristiche tecniche Lancia Aurelia coupé prima serie - mod. B20 | |
| Motore                                                               | tipo "B20"; anteriore, longitudinale, monoblocco; blocco motore in lega leggera, canne cilindri in ghisa (riportate), pistoni in lega d'alluminio, con cinque anelli (tre di compressione e due raschiaolio). Testate in lega d'alluminio con sedi delle valvole riportate; camere di scoppio emisferiche; albero motore (molto corto) in acciaio speciale, temprato, contrappesato e ruotante su 4 supporti in bronzo; bielle in acciaio stampato; cuscinetti di banco e di biella guarniti d'antifrizione; collettore di aspirazione riscaldato dall'acqua del radiatore; peso del motore senza acqua e senza olio, ma completo di dinamo e motorino di avviamento kg 150. |
| Numero e posizione cilindri                                          | 6 cilindri a V (60°). |
| Cilindrata                                                           | cmc 1990,97 (alesaggio mm 72,00 - corsa mm 81,50). |
| Distribuzione                                                        | albero a camme centrale (posto cioè nell'angolo formato dalle due file di cilindri) mosso da una catena doppia, a rulli (mantenuta in tensione da un pignone il cui supporto, scorrevole, è caricato dalla pressione esistente nei condotti di lubrificazione del motore); valvole in testa, inclinate di 26° rispetto all'asse del cilindro, azionate da bilancieri (in acciaio speciale, molto corti) e da aste (tubolari, in duralluminio): ogni coppia di bilancieri è sopportata da un paio di cuscinetti in ghisa. Il registro del gioco del comando della valvola si effettua con vite a testa sferica e dado, sul braccio del bilanciere azionato dall'asta; gioco valvole: aspirazione mm 0,25-0,30, scarico mm 0,35-0,40. Messa in fase della distribuzione: a) aspirazione: inizio apertura 16° prima del P.M.S. (Punto Morto Superiore), fine chiusura 67° dopo il P.M.I. (Punto Morto Inferiore): b) scarico: inizio apertura: 60° (talune fonti:55°) prima del P.M.I., fine chiusura: 23° dopo il P.M.S. |
| Rapporto di compressione                                             | 8,40:1 |
| Potenza max                                                          | 75 cv a 4.500 giri/minuto; il regime massimo possibile è di 5.000 giri/minuto. |
| Coppia massima                                                       | 14 mkg a 3500 giri /minuto. |
| Lubrificazione                                                       | forzata, con pompa ad ingranaggi (azionata da un alberino verticale calettato sul retro dell'albero a camme) e valvola limitatrice della pressione; filtro del tipo “a cartuccia” sul lato sinistro del motore; capacità circuito circa kg 4,5-5,0 (più filtri e tubazioni); manometro pressione olio sul quadro strumentazione: la lancetta deve raggiungere il “normale” con vettura a 50 km/h in quarta velocità. |
| Raffreddamento                                                       | ad acqua, a circolazione forzata con pompa centrifuga (coassiale con il ventilatore), radiatore del tipo a lamelle, ventilatore ausiliario a 3 pale (diametro cm 35, comandato da una cinghia trapezoidale registrabile facendo ruotare la dinamo); l'impianto è regolato da due termostati, uno posto sulla tubazione (che ha il compito di non lasciar circolare l'acqua sino a quando non abbia raggiunto una certa temperatura) e l'altro posizionato sul radiatore (per comandare la persiana regolatrice, che si apre quando la temperatura dell'acqua sorpassa un determinato valore); capacità circuito (radiatore e motore) litri 10,5. |
| Accensione                                                           | a spinterogeno; bobina Marelli B5; distributore d'accensione Marelli S53C (anticipo fisso 10°, anticipo automatico 36°); ordine d'accensione: 1-4-3-6-5-2; candele Marelli CW 225 B oppure Champion N10; apertura punta candele mm 0,6-0,7; apertura contatti distributore mm 0,3-0,4. |
| Alimentazione                                                        | due carburatori tipo Weber 32 DR 7 SP monocorpo invertiti muniti di dispositivo d'avviamento (starter) ed economizzatore; pompa meccanica AC a membrana; filtri combustibile: nel serbatoio, nella pompa di mandata, nell'entrata del carburatore e, a bicchiere, tra la pompa di mandata ed il carburatore. Dati di regolazione dei carburatori: diffusori mm 24, getti principali mm 1,25, getti del minimo 0,50, freno aria mm 2,40. |
| Impianto elettrico                                                   | a 12 Volt- batteria da 48 Ah- dinamo da 200 Watt (Marelli DN22A-200/12/1700D); indicatori di direzione a luci lampeggianti (12 V-3/20 W); lampade luci città 12V-5 W UNI 1991;lampade luci a distanza ed anabbaglianti 12V-35/35 W survoltate; proiettori fendinebbia 12V-50 W; fanalino posteriore 12V-3/20 W; illuminazione targa: lampade 12 V-5 W UNI 1991; illuminazione quadro apparecchi: lampade 12V-2,5 W; illuminazione interna vettura: lampade 12V-5 W UNI 1991; illuminazione interno cofano: lampada 12V-5 W UNI 1991; illuminazione interno baule-bagagliaio: con le stesse luci di illuminazione targa. |
| Trasmissione                                                         | trazione sulle ruote posteriori; frizione, cambio e differenziale in gruppo unico, ancorato al telaio e disposto al retrotreno (allo scopo di aumentare il peso gravante sulle ruote posteriori, diminuire quello gravante sulle ruote anteriori e migliorare l'abitabilità eliminando la protuberanza per il cambio tra gli occupanti del sedile anteriore). L'albero di trasmissione è in due tronchi, con tre supporti (due alle estremità ed uno centrale, tutti flessibili, con 6 settori di gomma). |
| Frizione                                                             | frizione in blocco unico con cambio e differenziale (blocco unico disposto al retrotreno, come indicato alla voce “trasmissione”) monodisco a secco; corsa del pedale mm 15-20. |
| Cambio                                                               | cambio in blocco con frizione e differenziale (blocco unico disposto al retrotreno, come indicato alla voce “trasmissione”) a 4 rapporti + retromarcia; scatola del cambio in lega leggera: ingranaggi della retromarcia e della prima marcia a denti dritti, tutti gli altri a denti inclinati e sempre in presa; II, III e IV marcia sincronizzate; rapporti: I=2,86:1; II=1,84:1; III=1,24:1; IV=0,86:1; RM=3,61:1; leva di comando al volante. |
| Rapporto al ponte                                                    | rapporto finale di riduzione, con coppia conica Gleason Hypoid 9/40 (4,444:1); in ogni caso, sulle Aurelia in genere possono essere montati rapporti con questi valori di riduzione: 4,222:1 (9/38) o 4,273:1 (11/47) o 4,375:1 (8/35) o 4,444:1 (9/40) o 4,454:1 (11/49) o 4,700:1 (10/47) o 4,889:1 (9/44) o 4,900:1 (10/49) o 5,222 (9/47). |
| Scocca                                                               | portante in lamiera d'acciaio. |
| Sospensioni ant.                                                     | a ruote indipendenti, assale forgiato, foderi telescopici a cannocchiale (sistema Lancia) con molle ad elica cilindriche ed ammortizzatori idraulici interni alle molle (regolabili tramite manette posizionate sulle sommità delle sospensioni); barra di accoppiamento tra le due ruote; dati assale anteriore; a) inclinazione asse fuso a snodo 1°7'- b) inclinazione ruote (camber) 1°51' – c) incidenza: -1° (negativa) – d) convergenza: mm 0-2 (misurata sul cerchio delle ruote). |
| Sospensioni post.                                                    | a ruote indipendenti, con bracci diagonali, molle a spirale cilindrica ed ammortizzatori idraulici a braccio esterno a pistone (sistema Armstrong). |
| Impianto frenante                                                    | freni d'esercizio (SABIF), a pedale, idraulici ed agenti sulle 4 ruote, con ceppi ad espansione; freno di stazionamento, a mano, meccanico ed agente sui tamburi delle ruote posteriori; i freni anteriori sono montati normalmente sulle ruote, quelli posteriori sono montati all'uscita dal gruppo frizione-cambio-differenziale; diametro dei tamburi - anteriori e posteriori - cm 28; larghezza dei ceppi cm 6; superficie totale frenante 1.400 cm² (da notare che alcune fonti indicano invece un diametro dei tamburi anteriori di cm 30 ed una larghezza dei ceppi di cm 7 per una superficie frenante di 1700 cm²); la impugnatura del comando del freno a mano è posizionata sotto il cruscotto; serbatoio freni idraulici posto nel cofano motore, con quello della sospensione anteriore, munito di pompa di pressione costante e tappo di introduzione astina livello. |
| Sterzo                                                               | sterzo è a vite senza fine e ruota elicoidale; snodi a sfere sul tirante di comando, boccole elastiche sul tirante di accoppiamento; rapporto tra vite e ruota 4/49; la posizione di guida è a destra (non è prevista la possibilità di ottenere la guida a sinistra); diametro del volante cm 42; diametro di sterzata mt 10,00; giri volante per sterzata completa (da tutto a destra a tutto a sinistra) 3 giri e 3/4. |
| Ruote                                                                | a disco, in lamiera stampata, con cerchio da 165 x 400 |
| Pneumatici                                                           | misure 165x400 (Michelin “X” o Pirelli “Cinturato”); pressioni gonfiaggio: 1,50 kg/cm² sia anteriormente che posteriormente per la Michelin, 1,80 kg/cm² sia anteriormente che posteriormente per le Pirelli |
| Passo                                                                | cm 266,0. |
| Altezza minima da terra                                              | cm 15,0 (con vettura carica). |
| Carreggiate anter-poster                                             | cm 128,0 -cm 130,0. |
| Lunghezza x larghezza x altezza                                      | vettura (coupé) cm 428,0 x cm 154,0 x cm 140,0. |
| Carrozzeria, arredamenti ed accessori                                | carrozzeria: coupé 2 porte, 2-3 posti (tutti al sedile anteriore, unico); parte posteriore della carrozzeria senza le cosiddette “codine”; paraurti in alluminio lucido con rostri e con inserti in gomma; nessun profilo cromato sotto le portiere; fanaleria anteriore del tipo “con palpebre”; strumentazione di bordo a tre strumenti circolari bianchi con cifre verdi (identica a quella montata sulle normali berline) ad illuminazione graduabile, comprendente l'orologio; volante (non regolabile) a tre razze con semi-anello per azionamento avvisatore elettroacustico. sedili: sedile anteriore unico (con schienale regolabile e ribaltabile sino alla posizione orizzontale); nessun sedile posteriormente. vano motore: illuminato. bagagliaio: vano illuminato (tramite le luci targa); il bagagliaio contiene la ruota di scorta (posizionata orizzontalmente) e gli attrezzi in dotazione. comandi al volante: leva per commutazione luci, leva del cambio e semi-anello per azionamento avvisatore elettroacustico. comandi a pedale: freno, frizione ed acceleratore (quest'ultimo del tipo a suola). comandi sotto al cruscotto: leve comando aereatori destro e sinistro, leva freno a mano, carica orologio, acceleratore a mano, starter, azzeratore contachilometri parziale, regolatore del riscaldatore, illuminazione interna, leva sbloccaggio cofano motore comandi al cruscotto: accendisigaro, tergicristallo, indicatori di direzione, motorino d'avviamento (a pulsante), luci esterne ed illuminazione apparecchi (intensità regolabile), servizi ed accensione motore (interruttore a chiave). comandi sul pavimento: leva rubinetto riserva carburante strumentazione: riunita in tre strumenti circolari bianchi con cifre verdi; lo strumento centrale, più grande, include il tachimetro ed il contachilometri; lo strumento di sinistra è costituito da un orologio; lo strumento di destra include il manometro della pressione dell'olio e l'indicatore del livello del carburante, nonché due spie, quella per la dinamo e quella degli indicatori di direzione. accessori: due alette parasole orientabili, specchio retrovisore, un portacenere posto al centro del cruscotto, riscaldatore abitacolo (a radiatore d'acqua calda e ventilatore elettrico a velocità regolabile con presa acqua all'uscita del motore), aereatore a due bocche d'aria sul cruscotto, dispositivo sbrinatore del parabrezza tramite getto d'aria calda dall'interno, sede per alloggiamento dell'eventuale autoradio, cassetto ripostiglio (con chiusura a scatto) inserito nel cruscotto, due fari fendinebbia, tergicristallo (due racchette) con arresto automatico in posizione abbassata, interni in panno di lana. |
| Peso a vuoto                                                         | in ordine di marcia e con una ruota di scorta, kg 1000 circa; in ordine di marcia, rifornita, kg 1070 circa. |
| Serbatoio carburante                                                 | capacità litri 60, di cui 6 di riserva; indicatore livello sul quadro porta-apparecchi del cruscotto ed asta graduata per misurazione diretta (solidale col tappo introduzione carburante); rubinetto riserva a due posizioni (a sinistra= riserva esclusa; a destra=riserva inserita). |
| Velocità massima                                                     | 160 km/h; velocità massime (km/h) nelle varie marce:: I=48 II=75, III=110; Retromarcia=38 |
| Pendenze massime superabili                                          | a pieno carico: in prima marcia=40%; in II=25%; in III= 15%; in IV=8,5%.; in retromarcia 45% |
| Consumo                                                              | calcolato secondo norme CUNA (in IV marcia, ad una velocità costante pari ai 2/3 della velocità massima, cioè, nella fattispecie, a circa 110 km/h) 11,5 litri ogni 100 km. |
| Tassa di circolazione                                                | Potenza fiscale in Italia CV 23; bollo di circolazione annuo: nel 1952=Lire 45.000 nel 1955=Lire 76.500 |
| Prezzo in Italia                                                     | al debutto, nel maggio 1951: Lire 2.600.000 |
| Prezzo in Svizzera                                                   | nel marzo 1952: 31.000 Franchi Svizzeri |

### Coupé seconda serie B20
- - Periodo di produzione: approssimativamente, dal marzo 1952 al febbraio 1953
  - Modelli:
    - tipo B20, coupé 2 porte, 2-3 posti, con guida a destra

  - Motore: tipo B20
  - Numerazione progressiva:
    - tipo B20: da 1501 a 2231

  - Unità prodotte:
    - tipo B20: 731

  - Caratteristiche principali:
 motore: anteriore a 6 cilindri a V di 1990,97 cm³, potenza 80 cv a 4700 giri, valvole in testa; carrozzeria: coupé 2 porte, 2-3 posti, scocca portante, sospensioni anteriore e posteriore a ruote indipendenti;trasmissione con trazione alle ruote posteriori, cambio a 4 rapporti+retromarcia;dimensioni e peso: passo cm 266, lunghezza cm 429, larghezza cm 154, peso in ordine di marcia, rifornita, kg 1120 circa;velocità max: km/h 162

All'inizio del mese di marzo del 1952, in occasione del Salone dell'automobile di Ginevra, appare la seconda serie. Questa nuova B20, che fa tesoro delle esperienze fatte con le prime corse del 1951, ha una distribuzione modificata, un rapporto di compressione lievemente aumentato (da 8,4 a 8,8:1), coppia motrice massima immutata ma potenza superiore (80 cv invece di 75). Leggermente più pesante (50 kg in più) e più veloce (2 km/h in più), la seconda serie si distingue esteriormente essenzialmente per l'adozione di nuovi paraurti in acciaio senza rostri, per la parte posteriore della carrozzeria dove appaiono le cosiddette “codine” e per la aggiunta di un profilo cromato sotto le portiere. Nel complesso, la vettura risulta più bassa di 4 centimetri (136 invece di 140) e più lunga di 1 cm (429 invece di 428). All'interno, si nota un nuovo cruscotto con una strumentazione a due strumenti circolari, con contagiri (scompare l'orologio).
 
Nel 1952 il prezzo della B20 è di 2.880.000 Lire, in linea con quello che la Fiat pratica per la sua più veloce ma più spartana (e soprattutto più “scorbutica”) 8V (2.850.000 Lire) e sensibilmente inferiore a quello che l'Alfa Romeo richiede per la sua 1900 Sprint Touring (3.240.000 Lire)
Il successo di vendite arride anche a questa seconda serie, che viene prodotta in 731 esemplari tra la primavera del 1952 e la primavera dell'anno successivo, quando esce la “2 litri e mezzo”.

Questo il dettaglio delle differenze che contraddistinguono la seconda serie dalla precedente:/br>
a) modifiche alla distribuzione, con nuova disposizione delle valvole e nuovi castelletti dei bilancieri
b) incremento del valore del rapporto di compressione (da 8,4:1 a 8,8:1)

c) aumento della potenza massima (da 75 cv a 4500 giri/minuto a 80 cv a 4700 giri/minuto)

d) modifiche all'impianto frenante (secondo alcune fonti la superficie franante passa da 1400 a 1700 cm², secondo altre fonti invece essa era già di 1700 cm² nella prima serie e le modifiche sono quindi marginali)

e) adozione di nuovi paraurti in acciaio (più bombati e senza rostri e senza inserti in gomma), aggiunta di “codine” nella parte posteriore della carrozzeria, aggiunta di un profilo cromato sotto le portiere, spostamento della targa anteriore (ora in posizione centrale, in basso).

f) lunghezza maggiore di 1 cm (cm 429 invece di cm 428)

g) altezza inferiore di 4 cm (cm 136 invece di cm 140)

h) all'interno: nuovo cruscotto con una strumentazione a due strumenti circolari, con contagiri (scompare l'orologio).
 
i) aumento di 50 kg del peso (a vuoto, in ordine di marcia, da kg 1070 a kg 1120)

j) leggero incremento della velocità massima (da 160 a 162 km/h, in IV marcia)

| Caratteristiche tecniche Lancia Aurelia coupé seconda serie - mod. B20 | |
| Motore                                                                 | tipo "B20"; anteriore, longitudinale, monoblocco; blocco motore in lega leggera, canne cilindri in ghisa (riportate), pistoni in lega d'alluminio, con cinque anelli (tre di compressione e due raschiaolio), testate in lega d'alluminio con sedi valvole riportate; camere di scoppio emisferiche; albero motore (molto corto) in acciaio speciale, temprato, contrappesato e ruotante su 4 supporti in bronzo; bielle in acciaio stampato; cuscinetti di banco e di biella guarniti d'antifrizione; collettore di aspirazione riscaldato dall'acqua del radiatore; peso del motore senza acqua e senza olio, ma completo di dinamo e motorino di avviamento) kg 150. |
| Numero e posizione cilindri                                            | 6 cilindri a V (60°). |
| Cilindrata                                                             | cmc 1990,97 (alesaggio mm 72,00 - corsa mm 81,50). |
| Distribuzione                                                          | albero a camme centrale (posto cioè nell'angolo formato dalle due file di cilindri) mosso da una catena doppia, a rulli (mantenuta in tensione da un pignone il cui supporto, scorrevole, è caricato dalla pressione esistente nei condotti di lubrificazione del motore); valvole in testa, inclinate, azionate da bilancieri (in acciaio speciale, molto corti) e da aste (tubolari, in duralluminio): ogni coppia di bilancieri è sopportata da un paio di cuscinetti in ghisa. Il registro del gioco del comando della valvola si effettua con vite a testa sferica e dado, sul braccio del bilanciere azionato dall'asta; gioco valvole: aspirazione mm 0,25-0,30, scarico mm 0,35-0,40. Messa in fase della distribuzione: a) aspirazione: inizio apertura 16° prima del P.M.S. (Punto Morto Superiore), fine chiusura 67° dopo il P.M.I. (Punto Morto Inferiore): b) scarico: inizio apertura: 60° (talune fonti:55°) prima del P.M.I., fine chiusura: 23° dopo il P.M.S. |
| Rapporto di compressione                                               | 8,80:1 |
| Potenza max                                                            | 80 cv a 4.700 giri/minuto; il regime massimo possibile è di 5.000 giri/minuto. |
| Coppia massima                                                         | 14 mkg a 3500 giri /minuto. |
| Lubrificazione                                                         | forzata, con pompa ad ingranaggi (azionata da un alberino verticale calettato sul retro dell'albero a camme) e valvola limitatrice della pressione; filtro del tipo “a cartuccia” sul lato sinistro del motore; capacità circuito circa kg 4,5-5,0 (più filtri e tubazioni); manometro pressione olio sul quadro strumentazione: la lancetta deve raggiungere il “normale” con vettura a 50 km/h in quarta velocità. |
| Raffreddamento                                                         | ad acqua, a circolazione forzata con pompa centrifuga (coassiale con il ventilatore), radiatore del tipo a lamelle, ventilatore ausiliario a 3 pale (diametro cm 35, comandato da una cinghia trapezoidale registrabile facendo ruotare la dinamo); l'impianto è regolato da due termostati, uno posto sulla tubazione (che ha il compito di non lasciar circolare l'acqua sino a quando non abbia raggiunto una certa temperatura) e l'altro posizionato sul radiatore (per comandare la persiana regolatrice, che si apre quando la temperatura dell'acqua sorpassa un determinato valore); capacità circuito (radiatore e motore) litri 10,5. |
| Accensione                                                             | a spinterogeno; bobina Marelli B5; distributore d'accensione Marelli S53C (anticipo fisso 10°, anticipo automatico 36°); ordine d'accensione: 1-4-3-6-5-2; candele Marelli CW 225 B oppure Champion N10; apertura punta candele mm 0,6-0,7; apertura contatti distributore mm 0,3-0,4. |
| Alimentazione                                                          | due carburatori tipo Weber 32 DR 7 SP monocorpo invertiti muniti di dispositivo d'avviamento (starter) ed economizzatore; pompa meccanica AC a membrana; filtri combustibile: nel serbatoio, nella pompa di mandata, nell'entrata del carburatore e, a bicchiere, tra la pompa di mandata ed il carburatore. Dati di regolazione dei carburatori: diffusori mm 24, getti principali mm 1,25, getti del minimo 0,50, freno aria mm 2,40. |
| Impianto elettrico                                                     | a 12 Volt- batteria da 48 Ah- dinamo da 200 Watt (Marelli DN22A-200/12/1700D); indicatori di direzione a luci lampeggianti (12 V-3/20W); lampade luci città 12V-5W UNI 1991;lampade luci a distanza ed anabbaglianti 12V-35/35W survoltate; proiettori fendinebbia 12V-50W; fanalino posteriore 12V-3/20W; illuminazione targa: lampade 12 V-5W UNI 1991; illuminazione quadro apparecchi: lampade 12V-2,5 W; illuminazione interna vettura: lampade 12V-5W UNI 1991; illuminazione interno cofano: lampada 12V-5W UNI 1991; illuminazione interno baule-bagagliaio: con le stesse luci di illuminazione targa. |
| Trasmissione                                                           | trazione sulle ruote posteriori; frizione, cambio e differenziale in gruppo unico, ancorato al telaio e disposto al retrotreno (allo scopo di aumentare il peso gravante sulle ruote posteriori, diminuire quello gravante sulle ruote anteriori e migliorare l'abitabilità eliminando la protuberanza per il cambio tra gli occupanti del sedile anteriore). L'albero di trasmissione è in due tronchi, con tre supporti (due alle estremità ed uno centrale, tutti flessibili, con 6 settori di gomma) |
| Frizione                                                               | frizione in blocco unico con cambio e differenziale (blocco unico disposto al retrotreno, come indicato alla voce “trasmissione”) monodisco a secco; corsa del pedale mm 15-20. |
| Cambio                                                                 | cambio in blocco con frizione e differenziale (blocco unico disposto al retrotreno, come indicato alla voce “trasmissione”) a 4 rapporti + retromarcia; scatola del cambio in lega leggera: ingranaggi della retromarcia e della prima marcia a denti dritti, tutti gli altri a denti inclinati e sempre in presa; II, III e IV marcia sincronizzate; rapporti: I=2,86:1;II=1,84:1;III=1,24:1;IV=0,86:1;RM=3,61:1; leva di comando al volante. |
| Rapporto al ponte                                                      | rapporto finale di riduzione, con coppia conica Gleason 9/40 (4,444:1); in ogni caso, sulle Aurelia in genere possono essere montati rapporti con questi valori di riduzione: 4,222:1 (9/38) o 4,273:1 (11/47) o 4,375:1 (8/35) o 4,444:1 (9/40) o 4,454:1 (11/49) o 4,700:1 (10/47) o 4,889:1 (9/44) o 4,900:1 (10/49) o 5,222 (9/47). |
| Scocca                                                                 | portante in lamiera d'acciaio. |
| Sospensioni ant.                                                       | a ruote indipendenti, assale forgiato, foderi telescopici a cannocchiale (sistema Lancia) con molle ad elica cilindriche ed ammortizzatori idraulici interni alle molle (regolabili tramite manette posizionate sulle sommità delle sospensioni); barra di accoppiamento tra le due ruote; dati assale anteriore; a) inclinazione asse fuso a snodo 1°7'- b) inclinazione ruote (camber) 1°51' – c) incidenza: -1° (negativa) – d) convergenza: mm 0-2 (misurata sul cerchio delle ruote). |
| Sospensioni post.                                                      | a ruote indipendenti, con bracci diagonali, molle a spirale cilindrica ed ammortizzatori idraulici a braccio esterno a pistone (sistema Armstrong). |
| Impianto frenante                                                      | freni d'esercizio (SABIF), a pedale, idraulici ed agenti sulle 4 ruote, con ceppi ad espansione; freno di stazionamento, a mano, meccanico ed agente sui tamburi delle ruote posteriori; i freni anteriori sono montati normalmente sulle ruote, quelli posteriori sono montati all'uscita dal gruppo frizione-cambio-differenziale; diametro dei tamburi anteriori cm 30, posteriori cm 28; larghezza dei ceppi dei freni cm 7; superficie totale frenante 1.700 cm²; la impugnatura del comando del freno a mano è posizionata sotto il cruscotto; serbatoio freni idraulici posto nel cofano motore, con quello della sospensione anteriore, munito di pompa di pressione costante e tappo di introduzione astina livello. |
| Sterzo                                                                 | sterzo è a vite senza fine e ruota elicoidale; snodi a sfere sul tirante di comando, boccole elastiche sul tirante di accoppiamento; rapporto tra vite e ruota 4/49; la posizione di guida è a destra (non è prevista la possibilità di ottenere la guida a sinistra); diametro del volante cm 42; diametro di sterzata mt 10,00; giri volante per sterzata completa (da tutto a destra a tutto a sinistra) 3 giri e 3/4. |
| Ruote                                                                  | a disco, in lamiera stampata, con cerchio da 165 x 400 |
| Pneumatici                                                             | misure 165x400 (Michelin “X” o Pirelli “Cinturato”); pressioni gonfiaggio: 1,50 kg/cm² sia anteriormente che posteriormente per la Michelin, 1,80 kg/cm² sia anteriormente che posteriormente per le Pirelli |
| Passo                                                                  | cm 266,0. |
| Altezza minima da terra                                                | cm 15,0 (con vettura carica). |
| Carreggiate anter-poster                                               | cm 128,0 -cm 130,0. |
| Lunghezza x larghezza x altezza                                        | vettura (coupé) cm 429,0 x cm 154,0 x cm 136,0 |
| Carrozzeria, arredamenti ed accessori                                  | carrozzeriacoupé 2 porte, 2-3 posti (tutti al sedile anteriore, unico); parte posteriore della carrozzeria con adozione delle cosiddette “codine”; paraurti in acciaio -leggermente bombati- privi di rostri e senza inserti in gomma; profilo cromato sotto le portiere; fanaleria anteriore del tipo “con palpebre”; nuovo cruscotto con strumentazione a due strumenti circolari, con contagiri (assente l'orologio); volante (non regolabile) a tre razze con semi-anello per azionamento avvisatore elettroacustico sedili: sedile anteriore unico (con schienale regolabile e ribaltabile sino alla posizione orizzontale); nessun sedile posteriormente vano motore: illuminato bagagliaio: vano illuminato (tramite le luci targa); il bagagliaio contiene la ruota di scorta (posizionata orizzontalmente) e gli attrezzi in dotazione comandi al volante: leva per commutazione luci, leva del cambio e semi-anello per azionamento avvisatore elettroacustico comandi a pedale: freno, frizione ed acceleratore (quest'ultimo del tipo a suola) comandi sotto al cruscotto: leva freno a mano, acceleratore a mano, starter, azzeratore contachilometri parziale, leva sbloccaggio cofano motore comandi al cruscotto: fendinebbia, regolatore del riscaldatore, accendisigaro, luci esterne ed illuminazione apparecchi (intensità regolabile), motorino d'avviamento (a pulsante), servizi ed accensione motore (interruttore a chiave), luci interne, tergicristallo, indicatori di direzione. comandi sul pavimento: leva rubinetto riserva carburante strumentazione: riunita in due grandi strumenti circolari; il quadrante di sinistra include: tachimetro, contachilometri totalizzatore e contachilometri giornaliero azzerabile, indicatore livello benzina, spia dinamo; il quadrante di destra include: contagiri, manometro pressione olio, spia indicatori di direzione; come si può notare, manca l'orologio accessori: due alette parasole orientabili, specchio retrovisore, un portacenere posto al centro del cruscotto, riscaldatore abitacolo (a radiatore d'acqua calda e ventilatore elettrico a velocità regolabile con presa acqua all'uscita del motore), aereatore a due bocche d'aria sul cruscotto, dispositivo sbrinatore del parabrezza tramite getto d'aria calda dall'interno, sede per alloggiamento dell'eventuale autoradio, cassetto ripostiglio (con chiusura a scatto) inserito nel cruscotto, due fari fendinebbia, tergicristallo (due racchette) con arresto automatico in posizione abbassata, interni in panno di lana. |
| Peso a vuoto                                                           | in ordine di marcia e con una ruota di scorta, kg 1050 circa; in ordine di marcia, rifornita, kg 1120 circa. |
| Serbatoio carburante                                                   | capacità litri 60, di cui 6 di riserva; indicatore livello sul quadro porta-apparecchi del cruscotto ed asta graduata per misurazione diretta (solidale col tappo introduzione carburante); rubinetto riserva a due posizioni (a sinistra= riserva esclusa; a destra=riserva inserita). |
| Velocità massima                                                       | 162 km/h; velocità massime (km/h) nelle varie marce:: I=48 II=75, III=110; Retromarcia=38 |
| Pendenze massime superabili                                            | a pieno carico: in prima marcia=40%; in II=25%; in III= 15%; in IV=8,5%.; in retromarcia 45% |
| Consumo                                                                | calcolato secondo norme CUNA (in IV marcia, ad una velocità costante pari ai 2/3 della velocità massima, cioè, nella fattispecie, a 110 km/h circa) 11,5 litri ogni 100 km (8,70 km/litro) |
| Tassa di circolazione                                                  | Potenza fiscale in Italia CV 23; bollo di circolazione annuo: nel 1952=Lire 45.000 nel 1955=Lire 76.500 |
| Prezzo in Italia                                                       | Poco dopo il debutto, nel maggio 1952 : Lire 2.880.000 |
| Prezzo in Svizzera                                                     | nel marzo 1953: 28.400 Franchi Svizzeri |

### Coupé terza serie B20
- - Periodo di produzione: approssimativamente, dal marzo 1953 al dicembre 1953
  - Modelli:
    - tipo B20, coupé 2 porte, 2 posti (+ 2 di fortuna) con guida a destra

  - Motore: tipo B20
  - Numerazione progressiva:
    - tipo B20: da 2232 a 2951

  - Unità prodotte:
    - tipo B20: 720

  - Caratteristiche principali:
 motore: anteriore a 6 cilindri a V di 2451,31 cm³, potenza 118 cv a 5.000 giri, valvole in testa; carrozzeria: coupé 2 porte, 2 posti (più 2 “di fortuna”, per brevi tragitti), scocca portante, sospensioni anteriore e posteriore a ruote indipendenti;trasmissione con trazione alle ruote posteriori, cambio a 4 rapporti+retromarcia;dimensioni e peso: passo cm 266, lunghezza cm 437, larghezza cm 155, peso in ordine di marcia, rifornita, kg 1170 circa;velocità max: km/h 185

Alla fine del 1952, la seconda serie B20 con motore due litri cessa di essere prodotta e di lì a qualche mese, nella primavera del 1953, esce la sostituta: si tratta della terza serie, quella che secondo molti è la più classica, la più veloce (e forse, tutto sommato, la migliore) tra tutte le B20, la prima da 2 litri e mezzo (2451,31 cm³). Potente (118 cv) e veloce (185 km/h) questa serie, che mantiene lo schema a quattro ruote indipendenti, viene esposta per la prima volta al Salone di Torino di aprile e si differenzia esteticamente dalle precedenti soprattutto nella “coda” che assume un aspetto assolutamente tondeggiante molto armonioso, grazie alla scomparsa delle “codine” ed anche al coperchio del bagagliaio che assume una forma lievemente arrotondata. Il frontale appare a sua volta modificato, sia nella fanaleria (qui con cornici “normali”, senza cioè la caratteristica “palpebra”) sia nella mascherina (che, tra l'altro, ora è priva del tappo-foro per l'avviamento d'emergenza a manovella). Leggermente incrementate le dimensioni esterne (la lunghezza passa da cm 429 a cm 437, la larghezza da cm 154 a cm 155) ed il peso (50 kg in più). Come si può constatare consultando l'apposito capitolo, questa nuova “2 litri e mezzo” sarà per anni protagonista nelle corse per vetture Gran Turismo, dove se la vedrà con le rivali Alfa Romeo 1900 (le coupé Sprint e Supersprint ma anche la berlina Turismo Internazionale) e Fiat 8V (particolarmente nella versione Zagato).
 Dal punto di vista meccanico, le variazioni rispetto alla serie precedente sono innumerevoli e, per fare qualche esempio, vanno dalla riduzione del valore del rapporto di compressione ad un nuovo profilo dell'asse a camme, dalla adozione di un nuovo carburatore a nuove fusioni del blocco motore e delle testate.

Questo il dettaglio delle principali variazioni tra la seconda e la terza serie:

a) incremento del valore dell'alesaggio dei cilindri (da mm 72,00 a mm 78,00) 

b) incremento del valore della corsa dei cilindri (da mm 81,50 a mm 85,50) 

c) aumento della cilindrata (da 1990,97 cm³ a 2451,31 cm³) 

d) diminuzione del rapporto di compressione (da 8,80:1 a circa 8,00:1) 

e) aumento potenza massima (cv 118 a 5000 giri/minuto anziché 80 cv a 4700 giri/minuto) 

f) aumento del regime massimo di rotazione del motore (da 5000 giri/minuto a 5300 giri/minuto) 

g) incremento del valore di coppia massima (da 14 kgm a 3500 giri/minuto a 18,5 kgm a3000-4000 giri/minuto) 

h) nuovo profilo dell'albero a camme, con variazione dei dati di messa in fase della distribuzione

i) nuove le fusioni del blocco motore e delle testate

j) adozione di un nuovo carburatore (Weber 40 DCF 5) invece dei due (Weber 32 DR 7 SP) montati in precedenza

k) diversi valori di regolazione dell'anticipo di accensione

l) nuova dinamo con regolatore staccato

m) variazione (allungamento) del rapporto al ponte (da 9/40, ovvero 4,444:1 a 9/38, ovvero 4,222:1) 

n) innalzamento del valore di velocità massima, da 162 a 185 km/orari, in IV marcia

o) innalzamento delle velocità massime nelle varie marce: I=da 48 a 53 km/h; II=da 75 a 85 km/h; III=da 110 a 125 km/h; Retromarcia=da 38 a 42 km/h

p) innalzamento del valore della pendenza massima superabile in I marcia, da 40% a 50%

q) innalzamento dei valori delle pendenze massime superabili nelle varie marce: in II=da 25% a 29%; in III=da 15% a 17%; in IV da 8,5% a 10%; in RM=da 45% a 60%

r) aumento della capacità del serbatoio del carburante, da litri 60 a litri 78

s) aumento del consumo (norme CUNA), da litri 11,5 a litri 12,7 ogni 100 km, cioè da 8,70 a 7,87 km/litro

t) carrozzeria modificata: scomparsa delle “pinne” di coda, coperchio bagagliaio di forma più arrotondata, lunotto arrotondato ed ampliato, fanaleria anteriore modificata (scompaiono le palpebre) mascherina anteriore modificata (ora priva del tappo-foro manovella), paraurti posteriori più avvolgenti, lamierati rivisitati per renderli più idonei alla produzione in serie

u) interni quasi identici (volante ora regolabile di circa 6 cm) con comandi e strumentazione non modificati

v) incremento di 8 cm della lunghezza della vettura (cm 437 invece di 429) 

w) incremento di 1 cm della larghezza della vettura (cm 155 invece di 154) 

x) aumento di 50 kg del peso (a vuoto, in ordine di marcia, da kg 1120 a kg 1170) 

y) diversi valori di pressione di gonfiaggio degli pneumatici

z) portata vettura: il valore “ufficiale” della portata è invariata (2 persone + 50 kg di bagaglio) ma di fatto (lo si legge anche sul libretto ufficiale d'uso e manutenzione consegnato assieme alla vettura) è specificatamente prevista la sistemazione di fortuna – per brevi tragitti - di 2 persone da alloggiarsi nell'angusto vano che si trova alle spalle del divano anteriore. 

aa) aumento della potenza fiscale in Italia, da 23 a 26 CV
| Caratteristiche tecniche Lancia Aurelia coupé terza serie - mod. B20 | |
| Motore                                                               | tipo "B20"; anteriore, longitudinale, monoblocco; blocco motore in lega leggera, canne cilindri in ghisa (riportate), pistoni in lega d'alluminio a testa piatta, con cinque anelli (tre di tenuta e due raschiaolio); testate in lega d'alluminio con sedi valvole in ghisa riportate; camere di scoppio emisferiche; albero motore molto corto (forato internamente per la lubrificazione) in acciaio speciale, temprato, contrappesato e ruotante su 4 supporti; bielle in acciaio bonificato con boccole perno stantuffo in bronzo; supporti di banco e di biella in metallo bianco guarniti d'antifrizione; volano motore in acciaio; motore fissato alla scocca mediante sospensione elastica per 4 punti; peso del motore (senza acqua e senza olio, ma completo di dinamo e motorino di avviamento) kg 150. |
| Numero e posizione cilindri                                          | 6 cilindri a V (60°). |
| Cilindrata                                                           | cmc 2451,31 (alesaggio mm 78,00 - corsa mm 85,50). |
| Distribuzione                                                        | albero a camme centrale (posto cioè nell'angolo formato dalle due file di cilindri) mosso da una catena doppia, a rulli (mantenuta in tensione da un tenditore idraulico automatico); valvole in testa, inclinate, azionate da aste, bilancieri e punterie; (il registro del gioco del comando della valvola si effettua con vite a testa sferica e dado, sul braccio del bilanciere azionato dall'asta) gioco valvole: aspirazione mm 0,25-0,30, scarico mm 0,35-0,40. Messa in fase della distribuzione: a) aspirazione: inizio apertura 31° prima del P.M.S. (Punto Morto Superiore), fine chiusura 81° dopo il P.M.I. (Punto Morto Inferiore): b) scarico: inizio apertura: 67° prima del P.M.I., fine chiusura: 25° dopo il P.M.S. |
| Rapporto di compressione                                             | 8,00:1 circa. |
| Potenza max                                                          | 118 cv a 5.000 giri/minuto; il regime massimo ammesso è di 5.300 giri/minuto. |
| Coppia massima                                                       | 18,5 kgm, tra i 3.000 ed i 4.000 giri/minuto. |
| Lubrificazione                                                       | forzata, con pompa ad ingranaggi (azionata da un alberino verticale calettato sul retro dell'albero a camme) e valvola limitatrice della pressione; filtro del tipo “a cartuccia” sul lato sinistro del motore; capacità circuito circa litri 5; manometro pressione olio sul quadro strumentazione: la lancetta deve raggiungere il “normale” con vettura a 65 km/h in quarta velocità. |
| Raffreddamento                                                       | ad acqua, a circolazione forzata con pompa centrifuga (coassiale con il ventilatore), radiatore del tipo a tubetti-lamelle, ventilatore ausiliario a 3 pale (diametro cm 35) comandato da una cinghia trapezoidale registrabile ruotando la dinamo; l'impianto è regolato da due termostati, uno posto sulla tubazione (che ha il compito di non lasciar circolare l'acqua sino a quando non abbia raggiunto una certa temperatura) e l'altro posizionato sul radiatore (per comandare la persiana regolatrice, che si apre quando la temperatura dell'acqua sorpassa un determinato valore); capacità circuito (radiatore e motore) litri 10,5. |
| Accensione                                                           | a spinterogeno; bobina Marelli B5; distributore d'accensione Marelli S53C (anticipo fisso 13°-14°, con 5° in più od in meno per esigenze speciali; anticipo automatico 22° in più dell'anticipo fisso); ordine d'accensione: 1-4-3-6-5-2; candele Marelli CW 225 B oppure Champion NE-10 con sedi del diametro di mm 14,00 e passo di mm 1,25 apertura punta candele mm 0,60-0,70; apertura contatti distributore mm 0,30-0,40. |
| Alimentazione                                                        | un carburatore tipo Weber 40 DCF 5 doppio corpo invertito munito di dispositivo d'avviamento (starter); pompa meccanica a membrana (con levetta d'adescamento) posta sul lato destro del motore ed azionata da un alberino trasversale mosso dall'albero a camme; filtri combustibile: nel serbatoio, nella pompa di mandata, nell'entrata del carburatore e, a bicchiere, tra la pompa di mandata ed il carburatore; filtro aria silenziatore, a secco, posto sopra il carburatore; dati di regolazione del carburatore: diffusori mm 26, getti principali mm 1,40, getti del minimo 0,55, freno aria mm 1,60, getto pompa di accelerazione mm 0,80. |
| Impianto elettrico                                                   | a 12 Volt, batteria 48 Ah, dinamo da 200 Watt (Marelli DN22C-200/12/1700D con regolatore staccato IR 15°-200/12); spia dinamo inserita nella strumentazione; luci di posizione con lampade 12V-3/20W; proiettori con lampade 12V-45/40W; proiettori fendinebbia con lampade 12V-50W; fanalini posteriori con lampade 12V-3/20W; illuminazione targa con lampade 12V-5W UNI 1991; illuminazione quadro apparecchi con lampade 12V-2,5W (con possibilità di regolazione dell'intensità luminosa); illuminazione interna vettura con lampade 12V-5W UNI 1991; segnalatori di direzione con lampade 12V-3/20W; illuminazione interno baule-bagagliaio: con le stesse luci di illuminazione targa.; illuminazione interno cofano con lampada 12V-5W UNI 1991; tutte le spie inserite nella strumentazione sono con lampade 12V-2,5W. |
| Trasmissione                                                         | trazione sulle ruote posteriori; frizione, cambio e differenziale in gruppo unico, ancorato alla scocca e disposto al retrotreno (allo scopo di aumentare il peso gravante sulle ruote posteriori, diminuire quello gravante sulle ruote anteriori e migliorare l'abitabilità eliminando la protuberanza per il cambio tra gli occupanti del sedile anteriore). L'albero di trasmissione è in due tronchi, con supporto centrale elastico e tre giunti (due alle estremità ed uno centrale, a stella; ciascun giunto, di semplice costruzione, è costituito da due cerchi metallici – uno fissato alla parte condotta e l'altro a quella conduttrice della trasmissione – ciascuno dei quali è dotato di quattro lamine radiali: tra questi settori radiali è inserito un ampio cuscinetto in gomma che ammortizza ogni strappo torsionale). |
| Frizione                                                             | frizione in blocco unico con cambio e differenziale (blocco unico disposto al retrotreno, come indicato alla voce “trasmissione”) monodisco a secco con molle spingidisco doppie e coassiali disposte anularmente; comando meccanico mediante tirante con estremità filettate e dado ad alette per la regolazione del gioco; superficie di attrito cm² 175×2; carico sui dischi circa 420 kg; corsa a vuoto del pedale mm 15-20. |
| Cambio                                                               | cambio in blocco con frizione e differenziale (blocco unico disposto al retrotreno, come indicato alla voce “trasmissione”) a 4 rapporti + retromarcia; scatola del cambio in lega leggera; cambio del tipo “a rinvio semplice” ovvero con albero primario inferiore e contralbero superiore; ingranaggi della retromarcia e della prima marcia a denti dritti, tutti gli altri a denti inclinati e sempre in presa; l'albero primario è sopportato anteriormente da cuscinetti a sfera e posteriormente da cuscinetto a duplice fila di sfere mentre il contralbero ha un cuscinetto a sfere anteriormente e un duplice cuscinetto reggispinta assiale a doppia fila di rulli conici posteriormente; II,III e IV marcia sincronizzate; rapporti: prima denti 40/14, rapporto 2,86; seconda (35/19) rapporto 1,84; terza (30/24) 1,25; quarta (24/28) 0,86; per la retromarcia il rapporto è 3,61:1; leva di comando al volante. |
| Rapporto al ponte                                                    | rapporto finale di riduzione, con coppia conica a dentatura elicoidale (non ipoide) Gleason 9/38 (4,222:1); in ogni caso, sulle Aurelia in genere possono essere montati rapporti con questi valori di riduzione: 4,222:1 (9/38) o 4,273:1 (11/47) o 4,375:1 (8/35) o 4,444:1 (9/40) o 4,454:1 (11/49) o 4,700:1 (10/47) o 4,889:1 (9/44) o 4,900:1 (10/49) o 5,222 (9/47). |
| Scocca                                                               | monoscocca a cassa portante in lamiera d'acciaio. |
| Sospensioni ant.                                                     | a ruote indipendenti, assale forgiato a trave rigida con sezione a doppio “T; foderi telescopici a cannocchiale (sistema Lancia) con molle ad elica cilindriche ed ammortizzatori idraulici telescopici interni alle molle (regolabili tramite manette posizionate sulle sommità delle sospensioni); dati assale anteriore; a) inclinazione asse fuso a snodo 1°7'- b) inclinazione ruote (camber) 1°51' – c) incidenza: -1° (negativa) – d) convergenza: mm 0-2 (misurata sul cerchio delle ruote). |
| Sospensioni post.                                                    | a ruote indipendenti, con bracci diagonali montati su silent-blocs, molle a spirale cilindrica e semiassi oscillanti; ammortizzatori idraulici a braccio esterno a pistone; i semiassi oscillanti sono dotati alle estremità di due giunti, uno interno a dadi (che consente gli spostamenti assiali) e uno esterno a cardano al mozzo ruota. |
| Impianto frenante                                                    | freni d'esercizio (SABIF), a pedale, idraulici ed agenti sulle 4 ruote, con ceppi ad espansione; freno di stazionamento, a mano, meccanico ed agente sui tamburi delle ruote posteriori; i freni anteriori sono montati normalmente sulle ruote, quelli posteriori sono montati all'uscita dal gruppo frizione-cambio-differenziale; diametro dei tamburi anteriori cm 30, posteriori cm 28; larghezza dei ceppi dei freni cm 7; superficie totale frenante 1.700 cm²; ceppi con alettature di raffreddamento; la impugnatura del comando del freno a mano è posizionata sotto il cruscotto; serbatoio freni idraulici posto nel cofano motore, con quello della sospensione anteriore, munito di pompa di pressione costante e tappo di introduzione con astina di livello; corsa massima di frenata: a) pedale a ¾ della corsa, b) freno a mano 4-5 denti. |
| Sterzo                                                               | sterzo a vite senza fine e ruota elicoidale; snodi a sfere sul tirante di comando, boccole elastiche sul tirante di accoppiamento; rapporto tra vite e ruota 4/49 (12,25:1); la posizione di guida è a destra (non è prevista la possibilità di ottenere la guida a sinistra); diametro volante (a tre razze) cm 42; la posizione del volante è regolabile (il volante –unitamente alla leva cambio ed alla leva commutatore luci- può essere spostato 3 cm avanti e 3 cm indietro rispetto alla posizione normale di montaggio); giri volante per sterzata completa (da tutto a destra a tutto a sinistra) 3 giri e ¾; diametro di sterzata mt 10,00. |
| Ruote                                                                | a disco, in lamiera stampata, con cerchio da 165 x 400. |
| Pneumatici                                                           | misure 165x400; Michelin “X” oppure Pirelli “Cinturato”; pressioni gonfiaggio tra1,8 e 1,9 kg/cm². |
| Passo                                                                | cm 266,0. |
| Altezza minima da terra                                              | cm 15,0 (con vettura carica). |
| Carreggiate anter-poster                                             | cm 128,0 -cm 130,0. |
| Lunghezza x larghezza x altezza                                      | vettura (coupé) cm 437,0 x cm 155,0 x cm 136,0. |
| Carrozzeria, arredamenti ed accessori                                | carrozzeria: coupé 2 porte; 2 posti (più 2 di fortuna ovvero solo per brevi spostamenti); scomparsa delle “pinne” di coda; lunotto ampliato (ed arrotondato); fanaleria anteriore modificata (scompaiono le palpebre); mascherina anteriore modificata (ora priva del tappo-foro manovella); paraurti posteriori più avvolgenti; profilo cromato sotto le portiere; volante (regolabile) a tre razze con semi-anello per azionamento avvisatore elettroacustico sedili: sedile anteriore “a panchina”, scorrevole, con schienale ad inclinazione regolabile; nessun sedile posteriormente vano motore: illuminato bagagliaio: capacità circa 250 dm3; vano illuminato (tramite le luci targa); il bagagliaio contiene la ruota di scorta (posizionata orizzontalmente) e gli attrezzi in dotazione comandi al volante: leva per commutazione luci, leva del cambio e semi-anello per azionamento avvisatore elettroacustico comandi a pedale: freno, frizione ed acceleratore (quest'ultimo del tipo a suola) comandi sotto al cruscotto: leva freno a mano, acceleratore a mano, starter, azzeratore contachilometri parziale, leva sbloccaggio cofano motore comandi al cruscotto: luci esterne ed illuminazione apparecchi (intensità regolabile), regolatore del riscaldatore, accendisigari, indicatori di direzione, motorino d'avviamento (a pulsante), servizi ed accensione motore (interruttore a chiave), luci interne, tergicristallo, fendinebbia comandi sul pavimento: leva rubinetto riserva carburante strumentazione: riunita in due grandi strumenti circolari; il quadrante di sinistra include: tachimetro, contachilometri totalizzatore e contachilometri giornaliero azzerabile, indicatore livello benzina, spia dinamo; il quadrante di destra include: contagiri, manometro pressione olio, spia indicatori di direzione; come si può notare, manca sempre l'orologio accessori: due alette parasole orientabili, specchio retrovisore, un portacenere posto al centro del cruscotto, sede per alloggiamento dell'eventuale autoradio, cassetto ripostiglio (con chiusura a scatto) inserito nel cruscotto, apparecchio per ventilazione e riscaldamento abitacolo e sbrinamento parabrezza, due fari fendinebbia, tergicristallo (due racchette) con arresto automatico in posizione abbassata |
| Peso a vuoto                                                         | in ordine di marcia e con una ruota di scorta, kg 1100 circa; in ordine di marcia, completamente rifornita, kg 1170 circa. |
| Serbatoio carburante                                                 | capacità litri 78, di cui circa 6 di riserva; indicatore livello sul quadro porta-apparecchi del cruscotto ed asta graduata per misurazione diretta (solidale col tappo introduzione carburante); rubinetto riserva a due posizioni (a sinistra= riserva esclusa; a destra=riserva inserita); non è prevista alcuna “spia” riserva carburante. |
| Velocità massima                                                     | 185 km/h in quarta marcia; velocità massime (km/h) nelle varie marce: I=53; II=85; III=125; Retromarcia=42. |
| Pendenze massime superabili                                          | a pieno carico: in prima marcia=50%; in II=29%; in III= 17%; in IV=10%.; in retromarcia 60%. |
| Consumo                                                              | calcolato secondo le norme CUNA (in quarta marcia, in piano, ad una velocità costante pari ai 2/3 di quella massima, cioè, nella fattispecie, a circa 120 km/orari): litri 12,7 di supercarburante ogni 100 km (7,87 km/litro). |
| Tassa di circolazione                                                | Potenza fiscale in Italia CV 26; bollo di circolazione annuo: Nel 1955=Lire 91.800 Nel 1956/58=Lire 87.486. |
| Prezzo in Italia                                                     | Al debutto, nell'aprile 1953: Lire 2.830.000 (prezzo di listino, escluse imposte – nella fattispecie I.G.E. ovvero Imposta Generale sulle Entrate – e spese varie d'immatricolazione). |
| Prezzo in Svizzera                                                   | Nel marzo 1954: Franchi Svizzeri 27.900. |

### Coupé quarta serie B20-B20S
- - Periodo di produzione: approssimativamente, dall'inizio del 1954 al dicembre 1955
  - Modelli:
    - tipo B20, coupé 2 porte, 2 posti (+ 2 di fortuna) con guida a destra
    - tipo B20S, coupé 2 porte, 2 posti (+ 2 di fortuna) con guida a sinistra

  - Motore: tipo B20
  - Numerazione progressiva:
    - tipo B20: da 2952 a 3696
    - tipo B20S: da 1001 a 1255

  - Unità prodotte:
    - tipo B20: 745
    - tipo B20S: 255
    - totale: 1.000

  - Caratteristiche principali:
 motore: anteriore a 6 cilindri a V di 2451,31 cm³, potenza 118 cv a 5.000 giri, valvole in testa; carrozzeria: coupé 2 porte, 2 posti (più 2 “di fortuna”, per brevi tragitti), scocca portante, sospensioni anteriore a ruote indipendenti, sospensioni posteriori a ruote semi-indipendenti sistema De Dion,trasmissione con trazione alle ruote posteriori, cambio a 4 rapporti+retromarcia;dimensioni e peso: passo cm 265, lunghezza cm 437, larghezza cm 155, peso in ordine di marcia, rifornita, kg 1220 circa;velocità max: km/h 185

Dopo 720 esemplari di “terza serie”, ecco apparire la “quarta serie”, che viene esposta al pubblico al Salone di Torino dell'aprile 1954 assieme alla nuova berlina B12 e che, come quest'ultima, è caratterizzata dalla adozione del retrotreno tipo “De Dion” a ruote semi-indipendenti. A partire da questa serie, anche la B20 può essere fornita con la guida a sinistra. Oltre ad alcune migliorie al motore (bronzine e lubrificazione in particolare) ed un nuovo carburatore, la nuova serie presenta i vetri che, analogamente a quelli della berlina B12, sono “polarizzati” (cioè colorati), un nuovo volante (nero, identico a quello della B12) e una pomelleria nera (anziché bianco-crema). Viene anche montata una luce posteriore di retromarcia ed il lavavetro. I terminali dei tubi di scarico sono ora cromati. Il peso della vettura subisce un nuovo incremento di una cinquantina di chilogrammi.

In corso di produzione, dal gennaio 1955, vengono montati – in luogo dei Veglia di color grigio - nuovi strumenti Jaeger neri comprendenti anche l'orologio, il termometro dell'acqua e due nuove spie (insufficiente pressione dell'olio e starter/freno a mano inseriti).

Pare che alcune “quarta serie” siano state costruite da Maggiora e da Bertone, carrozzieri ai quali Pininfarina avrebbe demandato la costruzione perché troppo impegnato.

A partire dalla questa serie, cioè dal 1954/55, iniziano ad essere offerti, da parte di specialisti esterni, parecchi accessori di intonazione sportiva, quali: cambio a cloche e volante (Nardi), ruote a raggi (Borrani), scarico speciale (Abarth), collettore speciale (Nardi) con due carburatori. Gli accessori forniti a pagamento dalla Casa sono l'autoradio e (stando ad alcune fonti), la selleria in pelle.

Questo il dettaglio delle differenze che contraddistinguono la quarta serie dalla precedente:

a) supporti di banco e di biella a guscio sottile in acciaio con riporto in rame-piombo-indio (anziché in metallo bianco).

b) migliorie alla lubrificazione, con pompa olio maggiorata e nuovo filtro (riposizionato onde migliorarne l'accessibilità); aggiunta la spia insufficiente pressione sulla strumentazione.

c) adozione di un nuovo carburatore, tipo Weber 40 DCZ5 (anziché Weber 40 DCF5).

d) batteria da 50 Ah (invece che da 48 Ah).

e) sospensioni posteriori secondo lo schema De-Dion a ruote semi-indipendenti (anziché a ruote indipendenti).

f) ammortizzatori posteriori idraulici telescopici (anziché a pistone).

g) rapporto al ponte leggermente accorciato (11/47=4,273 invece del precedente 9/38=4,222).

h) passo ridotto di 1 cm (da cm 266 a cm 265).

i) leggermente ridotta la capacità del serbatoio carburante (da 78 a 75 litri).

j) peso aumentato di 50 kg (da 1.100 a 1.150 a vuoto e da 1.170 a 1.220 in ordine di marcia, rifornita).

k) adozione di vetri polarizzati verdi.

l) adozione dello spruzzatore lavavetro.

m) adozione di un fanalino di retromarcia (montato posteriormente, al centro).

n) nuove maniglie delle porte (ora “a bottone”).

o) terminali di scarico cromati.

p) plancia modificata, con adozione di un nuovo volante nero a due razze e di pomelli di colore nero (anziché bianco-crema).

q) aggiunta di due “spie” alla strumentazione (insufficiente pressione olio e starter - o freno a mano - inserito).

r) nuovo sistema di apertura del coperchio del bagagliaio, mediante rotazione di una delle due luci targa.

s) nuove diverse colorazioni della tappezzeria.
| Caratteristiche tecniche Lancia Aurelia coupé quarta serie - mod. B20-B20S | |
| Motore                                                                     | tipo "B20"; anteriore, longitudinale, monoblocco; blocco motore in lega leggera, canne cilindri in ghisa (riportate), pistoni in lega d'alluminio a testa piatta; testate in lega d'alluminio con sedi valvole in ghisa riportate; camere di scoppio emisferiche; albero motore molto corto (forato internamente per la lubrificazione) in acciaio speciale, temprato, contrappesato e ruotante su 4 supporti; bielle in acciaio bonificato con boccole perno stantuffo in bronzo; supporti di banco e di biella a guscio sottile in acciaio con riporto in rame-piombo-indio; volano motore in acciaio; motore fissato alla scocca mediante sospensione elastica per 4 punti; peso del motore (senza acqua e senza olio, ma completo di dinamo e motorino di avviamento) kg 150. |
| Numero e posizione cilindri                                                | 6 cilindri a V (60°). |
| Cilindrata                                                                 | cmc 2451,31 (alesaggio mm 78,00 - corsa mm 85,50). |
| Distribuzione                                                              | albero a camme centrale (posto cioè nell'angolo formato dalle due file di cilindri) mosso da una catena doppia, a rulli (mantenuta in tensione da un tenditore idraulico automatico); valvole in testa, inclinate (con angolo di 85° tra loro) azionate da aste, bilancieri e punterie; (il registro del gioco del comando della valvola si effettua con vite a testa sferica e dado, sul braccio del bilanciere azionato dall'asta) gioco valvole: aspirazione mm 0,25-0,30, scarico mm 0,35-0,40. Messa in fase della distribuzione: a) aspirazione: inizio apertura 31° prima del P.M.S. (Punto Morto Superiore), fine chiusura 81° dopo il P.M.I. (Punto Morto Inferiore): b) scarico: inizio apertura: 67° prima del P.M.I., fine chiusura: 25° dopo il P.M.S. |
| Rapporto di compressione                                                   | 8,00:1 circa. |
| Potenza max                                                                | 118 cv a 5.000 giri/minuto; il regime massimo ammesso è di 5.300 giri/minuto. |
| Coppia massima                                                             | 18,5 kgm, tra i 3.000 ed i 4.000 giri/minuto. |
| Lubrificazione                                                             | forzata, con pompa ad ingranaggi (azionata da un alberino verticale calettato sul retro dell'albero a camme) e valvola limitatrice della pressione; filtro del tipo “a cartuccia” sul lato sinistro del motore; capacità circuito circa litri 5; manometro pressione olio sul quadro strumentazione con spia per pressione insufficiente. |
| Raffreddamento                                                             | ad acqua, a circolazione forzata con pompa centrifuga (coassiale con il ventilatore), radiatore del tipo a tubetti-lamelle, ventilatore ausiliario (pale aventi un diametro di cm 35) comandato da una cinghia trapezoidale registrabile ruotando la dinamo; l'impianto è regolato da due termostati, uno posto sulla tubazione (che ha il compito di non lasciar circolare l'acqua sino a quando non abbia raggiunto una certa temperatura) e l'altro posizionato sul radiatore (per comandare la persiana regolatrice, che si apre quando la temperatura dell'acqua sorpassa un determinato valore); capacità circuito (radiatore e motore) litri 10,5. |
| Accensione                                                                 | a spinterogeno; bobina Marelli B5; distributore d'accensione Marelli S53C (anticipo fisso 12°- secondo alcune fonti 13°/14°-, con 5° in più od in meno per esigenze speciali; anticipo automatico 22° in più dell'anticipo fisso); ordine d'accensione: 1-4-3-6-5-2; candele Marelli CW 225 B oppure Champion NE-10 con sedi del diametro di mm 14,00 e passo di mm 1,25; apertura punta candele mm 0,60-0,70; apertura contatti distributore mm 0,42-0,48. |
| Alimentazione                                                              | un carburatore tipo Weber 40 DCZ 5 doppio corpo invertito munito di dispositivo d'avviamento (starter); spia starter inserita nella strumentazione; pompa meccanica a membrana posta sul lato destro del motore; filtri combustibile: nel serbatoio, nella pompa di mandata, nell'entrata del carburatore e, a bicchiere, tra la pompa di mandata ed il carburatore; filtro aria silenziatore, a secco, posto sopra il carburatore; dati di regolazione del carburatore: diffusori mm 26, getti principali mm 1,20, getti del minimo 0,55, freno aria mm 1,60, getto pompa di accelerazione mm 0,80. |
| Impianto elettrico                                                         | a 12 Volt, batteria 50 Ah, dinamo da 200 Watt (Marelli DN22C-200/12/1700D con regolatore staccato IR 15 A-200/12); spia dinamo inserita nella strumentazione; luci di posizione con lampade 12V-3/20W; proiettori con lampade 12V-45/40W; proiettori fendinebbia con lampade 12V-50W; fanalini posteriori con lampade 12V-3/20W; illuminazione targa con lampade 12V-5W UNI 1991; illuminazione quadro apparecchi con lampade 12V-2,5W (con possibilità di regolazione dell'intensità luminosa); illuminazione interna vettura con lampade 12V-5W UNI 1991; segnalatori di direzione con lampade 12V-3/20W; illuminazione interno baule-bagagliaio: con le stesse luci di illuminazione targa.; illuminazione interno cofano con lampada 12V-5W UNI 1991; tutte le spie inserite nella strumentazione sono con lampade 12V-2,5W. |
| Trasmissione                                                               | trazione sulle ruote posteriori; frizione, cambio e differenziale in gruppo unico, ancorato alla scocca e disposto al retrotreno (allo scopo di aumentare il peso gravante sulle ruote posteriori, diminuire quello gravante sulle ruote anteriori e migliorare l'abitabilità eliminando la protuberanza per il cambio tra gli occupanti del sedile anteriore). L'albero di trasmissione è in due tronchi, con supporto centrale elastico e tre giunti (due alle estremità ed uno centrale, a stella; ciascun giunto, di semplice costruzione, è costituito da due cerchi metallici – uno fissato alla parte condotta e l'altro a quella conduttrice della trasmissione – ciascuno dei quali è dotato di quattro lamine radiali: tra questi settori radiali è inserito un ampio cuscinetto in gomma che ammortizza ogni strappo torsionale). |
| Frizione                                                                   | frizione in blocco unico con cambio e differenziale (blocco unico disposto al retrotreno, come indicato alla voce “trasmissione”) monodisco a secco con molle spingidisco doppie e coassiali disposte anularmente; comando meccanico mediante tirante con estremità filettate e dado ad alette per la regolazione del gioco; superficie di attrito cm² 175×2; carico sui dischi circa 420 kg; corsa a vuoto del pedale mm 15-20. |
| Cambio                                                                     | cambio in blocco con frizione e differenziale (blocco unico disposto al retrotreno, come indicato alla voce “trasmissione”) a 4 rapporti + retromarcia; scatola del cambio in lega leggera; cambio del tipo “a rinvio semplice” ovvero con albero primario inferiore e contralbero superiore; ingranaggi della retromarcia e della prima marcia a denti dritti, tutti gli altri a denti inclinati e sempre in presa; l'albero primario è sopportato anteriormente da cuscinetti a sfera e posteriormente da cuscinetto a duplice fila di sfere mentre il contralbero ha un cuscinetto a sfere anteriormente e un duplice cuscinetto reggispinta assiale a doppia fila di rulli conici posteriormente; II,III e IV marcia sincronizzate; rapporti: prima denti 40/14, rapporto 2,86; seconda (35/19) rapporto 1,84; terza (30/24) 1,25; quarta (24/28) 0,86; per la retromarcia il rapporto è 3,61:1; leva di comando al volante. |
| Rapporto al ponte                                                          | rapporto finale di riduzione, con coppia conica a dentatura elicoidale (non ipoide) Gleason 11/47 (4,273:1); in ogni caso, sulle Aurelia in genere possono essere montati rapporti con questi valori di riduzione: 4,222:1 (9/38) o 4,273:1 (11/47) o 4,375:1 (8/35) o 4,444:1 (9/40) o 4,454:1 (11/49) o 4,700:1 (10/47) o 4,889:1 (9/44) o 4,900:1 (10/49) o 5,222 (9/47). |
| Scocca                                                                     | monoscocca a cassa portante in lamiera d'acciaio. |
| Sospensioni ant.                                                           | a ruote indipendenti, assale forgiato a trave rigida con sezione a doppio “T; foderi telescopici a cannocchiale (sistema Lancia) con molle ad elica cilindriche ed ammortizzatori idraulici telescopici interni alle molle (regolabili tramite manette posizionate sulle sommità delle sospensioni); dati assale anteriore; a) inclinazione asse fuso a snodo 1°7'- b) inclinazione ruote (camber) 1°51' – c) incidenza: -1° (negativa) – d) convergenza: mm 0-2 (misurata sul cerchio delle ruote). |
| Sospensioni post.                                                          | a ruote semi-indipendenti (schema De-Dion); assale rigido ancorato alla struttura mediante due balestre longitudinali per la reazione agli scuotimenti assiali e mediante barra trasversale Panhard incernierata agli estremi per la reazione agli scuotimenti trasversali; semiassi oscillanti; ammortizzatori idraulici telescopici tipo SABIF (non regolabili). |
| Impianto frenante                                                          | freni d'esercizio (SABIF), a pedale, idraulici ed agenti sulle 4 ruote, con ceppi ad espansione; freno di stazionamento, a mano, meccanico ed agente sui tamburi delle ruote posteriori; i freni anteriori sono montati normalmente sulle ruote, quelli posteriori sono montati all'uscita dal gruppo frizione-cambio-differenziale; diametro dei tamburi anteriori cm 30, posteriori cm 28; larghezza dei ceppi dei freni cm 7; superficie totale frenante 1.700 cm²; ceppi con alettature di raffreddamento; la impugnatura del comando del freno a mano è posizionata sotto il cruscotto; serbatoio freni idraulici posto nel cofano motore, con quello della sospensione anteriore, munito di pompa di pressione costante e tappo di introduzione con astina di livello; corsa massima di frenata: a) pedale a ¾ della corsa, b) freno a mano 4-5 denti. |
| Sterzo                                                                     | sterzo a vite senza fine e ruota elicoidale; snodi a sfere sul tirante di comando, boccole elastiche sul tirante di accoppiamento; rapporto tra vite e ruota 4/49 (12,25:1); la posizione di guida è a destra, a sinistra su richiesta; diametro volante (a due razze, nero) cm 42,5; la posizione del volante è regolabile (il volante –unitamente alla leva cambio ed alla leva commutatore luci/indicatori di direzione- può essere spostato 3 cm avanti e 3 cm indietro rispetto alla posizione normale di montaggio); giri volante per sterzata completa (da tutto a destra a tutto a sinistra) 3 giri e ¾; diametro di sterzata mt 10,00. |
| Ruote                                                                      | a disco, in lamiera stampata, con cerchio da 165 x 400 . |
| Pneumatici                                                                 | misure 165x400; Michelin “X” oppure Pirelli “Cinturato”; pressioni gonfiaggio tra1,8 e 1,9 kg/cm². |
| Passo                                                                      | cm 265,0. |
| Altezza minima da terra                                                    | cm 15,0 (con vettura carica). |
| Carreggiate anter-poster                                                   | cm 128,0 -cm 130,0. |
| Lunghezza x larghezza x altezza                                            | vettura (coupé) cm 437,0 x cm 155,0 x cm 136,0. |
| Carrozzeria, arredamenti ed accessori                                      | carrozzeria: coupé 2 porte; 2 posti (più 2 di fortuna ovvero solo per brevi spostamenti); vetri polarizzati verdi; nuove maniglie porte (a “bottone”); profilo cromato sotto le portiere; nuovo volante a due razze con semi-anello per azionamento avvisatore elettroacustico; adozione spruzzatore lavavetro; adozione di un fanalino posteriore per la retromarcia; pomelli dei comandi interni di colore nero (anziché bianco-crema); colori della tappezzeria variati sedili: sedile anteriore “a panchina”, scorrevole, con schienale ad inclinazione regolabile; nessun sedile posteriormente. vano motore: illuminato. bagagliaio: capacità circa 250 dm3; vano illuminato (tramite le luci targa); apertura vano bagagli mediante rotazione luce targa; il bagagliaio contiene la ruota di scorta (posizionata orizzontalmente) e gli attrezzi in dotazione. comandi al volante: leva per commutazione luci ed indicatori di direzione, leva del cambio e semi-anello per azionamento avvisatore elettroacustico. comandi a pedale: freno, frizione ed acceleratore (quest'ultimo del tipo a suola). comandi sotto al cruscotto: tergicristallo, fendinebbia, luci interne, regolatore del riscaldatore, leva freno a mano, acceleratore a mano, starter, azzeratore contachilometri parziale, leva sbloccaggio cofano motore. comandi al cruscotto: lavavetro, luci esterne ed illuminazione apparecchi (intensità regolabile), accendisigari, servizi ed accensione motore (interruttore a chiave), motorino d'avviamento (a pulsante). comandi sul pavimento: leva rubinetto riserva carburante. strumentazione: a) fino al dicembre 1954: riunita in due grandi strumenti circolari; il quadrante di sinistra include: tachimetro, contachilometri totalizzatore e contachilometri giornaliero azzerabile, indicatore livello carburante, spia dinamo, spia starter (o freno a mano) inserito; il quadrante di destra include: contagiri, manometro pressione olio, spia insufficiente pressione olio, spia indicatori di direzione (manca l'orologio); b) dal gennaio 1955 (dalla vettura B20-3421 e B20S-1131): riunita in due grandi strumenti circolari Jaeger; il quadrante di sinistra include: tachimetro da 20 a 220 km/h (con numeri ogni 20 km/h), indicatore livello carburante, manometro pressione olio, termometro acqua, spie indicatori di direzione, spia insufficiente pressione olio, contachilometri totalizzatore e contachilometri giornaliero azzerabile; il quadrante di destra include: contagiri da 500 a 5500 giri (con numeri ogni 500 giri), orologio, spia luci città, spia dinamo, spia starter (o freno a mano) inserito. accessori: due alette parasole orientabili, specchio retrovisore a due posizioni, due portacenere posti alle estremità del cruscotto, sede per alloggiamento dell'eventuale autoradio, spruzzatore lavavetri, cassetto ripostiglio (con serratura) inserito nel cruscotto, apparecchio per ventilazione e riscaldamento abitacolo e sbrinamento parabrezza, due fari fendinebbia, fanalino retromarcia (in posizione centrale), tergicristallo (due racchette) con arresto automatico in posizione abbassata |
| Peso a vuoto                                                               | in ordine di marcia e con una ruota di scorta, kg 1.150 circa; in ordine di marcia, completamente rifornita, kg 1.220 circa; il peso misurato dalla rivista “The Autocar” nel 1955, con vettura in ordine di marcia, con ruota di scorta e circa 25 litri di carburante, è risultato di 1.195 kg. |
| Serbatoio carburante                                                       | capacità litri 75, di cui circa 6 di riserva; indicatore livello sul quadro porta-apparecchi del cruscotto; rubinetto riserva a due posizioni (a sinistra= riserva esclusa; a destra=riserva inserita); non è prevista alcuna “spia” riserva carburante. |
| Velocità massima                                                           | 185 km/h in quarta marcia; velocità massime (km/h) nelle varie marce: I=53; II=85; III=125; Retromarcia=42. |
| Pendenze massime superabili                                                | a pieno carico: in prima marcia=50%; in II=29%; in III= 17%; in IV=10%.; in retromarcia 60%. |
| Consumo                                                                    | calcolato secondo le norme CUNA (in quarta marcia, in piano, ad una velocità costante pari ai 2/3 di quella massima, cioè, nella fattispecie, a circa 120 km/orari): litri 12,7 di supercarburante ogni 100 km (7,87 km/litro). |
| Tassa di circolazione                                                      | Potenza fiscale in Italia CV 26; bollo di circolazione annuo: Nel 1955=Lire 91.800 Nel 1956/58=Lire 87.486. |
| Prezzo in Italia                                                           | Nel 1954: Lire 2.830.000 (prezzo di listino, escluse imposte – nella fattispecie I.G.E. ovvero Imposta Generale sulle Entrate – e spese varie d'immatricolazione) Nel 1955: Lire 2.822.000 (prezzo di listino, escluse imposte – nella fattispecie I.G.E. ovvero Imposta Generale sulle Entrate – e spese varie d'immatricolazione). |
| Prezzo in Svizzera                                                         | Nel marzo 1955: Franchi Svizzeri 26.900. |

### Coupé quinta serie B20-B20S
- - Periodo di produzione: approssimativamente, dal 1956 inoltrato al marzo 1957
  - Modelli:
    - tipo B20, coupé 2 porte, 2 posti (+ 2 di fortuna) con guida a destra
    - tipo B20S, coupé 2 porte, 2 posti (+ 2 di fortuna) con guida a sinistra

  - Motore: tipo B20
  - Numerazione progressiva:
    - tipo B20: da 3697 a 3816
    - tipo B20S: da 1256 a 1435

  - Unità prodotte:
    - tipo B20: 120
    - tipo B20S: 180
    - totale: 300

  - Caratteristiche principali:
 motore: anteriore a 6 cilindri a V di 2451,31 cm³, potenza 110 cv a 5.000 giri, valvole in testa; carrozzeria: coupé 2 porte, 2 posti (più 2 “di fortuna”, per brevi tragitti), scocca portante, sospensioni anteriore a ruote indipendenti, sospensioni posteriori a ruote semi-indipendenti sistema De Dion,trasmissione con trazione alle ruote posteriori, cambio a 4 rapporti+retromarcia;dimensioni e peso: passo cm 265, lunghezza cm 437, larghezza cm 155, peso in ordine di marcia, rifornita, kg 1280 circa;velocità max: km/h 176

Assolutamente in linea con le direttive della nuova proprietà (Pesenti) e della nuova dirigenza tecnica (Fessia) che mostrano entrambe scarso entusiasmo per le macchine troppo veloci e non amano vedere vetture Lancia in competizione, la nuova serie di Aurelia B20 (e siamo alla quinta serie) non può che abbandonare il carattere sportivo ed assumere quello di una più pacifica gran turismo, sia pur sempre ad elevate prestazioni.

Il parto di questa nuova serie è piuttosto laborioso, al punto che la produzione praticamente si arresta - tra la fine del 1955 ed i primi mesi del 1956 – per circa un semestre. Ma eccoci ai dati ed alle novità. La potenza e la coppia vengono ridotte (da 118 a 110 cv la prima, da 18,5 a 17,2 kgm la seconda) e le prestazioni calano (la velocità massima, per esempio, scende da 185 a 176 km/h). I tecnici Lancia tentano anche (pare con relativo successo) di porre rimedio alla endemica scarsa efficienza dei freni dell'Aurelia e montano tamburi dei freni di più ampie dimensioni (che costringono ad adottare cerchi ruota diversi con grandi calotte-copriruota). Altre differenze: abbandono dei vetri azzurrati, ingrandimento del lunotto, aggiunta di un profilo cromato mediano al cofano motore, colorazione bicolore del cruscotto (solo per alcune tinte di carrozzeria), nuovo volante (tipo Nardi), montaggio di una cappelliera in materiale plastico anziché in panno, modifica della piccola panca retrostante i sedili anteriori onde rendere meno disagiata la sistemazione (anche se comunque sacrificata) di eventuali passeggeri, ed altre ancora.

La quinta serie B20 è disponibile, di norma, con guida a sinistra: in casa Lancia però non si vogliono scontentare quei pur pochi clienti che ancora prediligono (se vogliamo un po' nostalgicamente) la guida a destra, per cui ancora è prevista la fornitura di vetture con questo posizionamento del volante.

Questo il dettaglio delle differenze che contraddistinguono la quinta serie dalla precedente:
1. depotenziamento del motore, da 118 a 110 cv (sempre al regime di 5.000 giri/minuto).
2. diminuzione della coppia massima, a 17,2 kgm (in precedenza 18,5 kgm).
3. nuove canne cilindri in ghisa (riportate) inamovibili (anziché in ghisa riportate).
4. nuovo profilo dell'albero a camme, con diversi valori di messa in fase della distribuzione.
5. nuove candele AC 45 XI oppure Champion N5 oppure Champion NA8 (in luogo delle precedenti Marelli CW225B o Champion NE-10).
6. nuova bobina Marelli B200A (anziché Marelli B5).
7. nuovi giunti elastici alla trasmissione del tipo Gibo (due alle estremità, con funzioni di giunti cardanici e di scorrimento, ed uno centrale, tutti elastici ad anello e muniti di centratore) anziché quelli a stella, a settori in gomma, montati precedentemente.
8. nuova frizione (tipo Fichtel & Sachs a comando esterno idraulico) con maggiore superficie di attrito (la corsa del pedale è ora di cm 20-25 invece di cm 15-20).
9. cambio profondamente modificato: nuova scatola cambio scomponibile, quarta in presa diretta (anziché surmoltiplicata) e rapporti altre marce variati, sincronizzatori di maggiori dimensioni, alberi e cuscinetti irrobustiti, posizione marce “unificata” (vale a dire uniformata a quella adottata da tutte le altre grandi Case automobilistiche).
10. coppia conica al ponte ora di tipo ipoide e con rapporto allungato (anche a seguito dei nuovi rapporti al cambio) e portato a 11/41=3,727:1 (precedente 11/47=4,273:1).
11. diffusi miglioramenti all'impianto frenante: ceppi freni anteriori resi avvolgenti, irrobustimento dei dischi di sostegno, adozione di tamburi in lega d'alluminio con fascia interna in ghisa riportata, aumento larghezza ceppi freni anteriori da cm 7 a cm 7,5, superficie totale effettivamente frenante portata da 1700 a 1760 cm².
12. variazione dei dati di regolazione della convergenza delle ruote anteriori.
13. adozione di nuovi dischi ruota (resasi necessaria dalla maggiore dimensione del gruppo freni anteriore).
14. incremento del peso della vettura di circa 60 kg, causata dal nuovo cambio (circa 40 kg in più), dalle modifiche al motore (circa 10 kg in più) e per il molto materiale fonoassorbente impiegato; nel complesso si passa da 1.220 a 1.280 kg) vettura in ordine di marcia, rifornita).
15. riduzione delle prestazioni velocistiche, con la velocità massima in quarta marcia che scende da 185 a 176 km/h.
16. riduzione della capacità di superamento pendenze (in I marcia si scende dal 50% al 37%).
17. diversi valori di pressione di gonfiaggio degli pneumatici.
18. abbandono dei vetri colorati.
19. lieve ingrandimento del lunotto.
20. nuovi profili cromati (anziché in alluminio) agli sgocciolatoi delle portiere.
21. aggiunta di un profilo cromato mediano al cofano del motore.
22. nuovo volante con corona in legno (alcune fonti parlano di "finto legno") e tre razze in alluminio.
23. nuovo comando dell'avviamento (ora con la medesima chiave dell'inserimento accensione).
24. miglioramento all'impianto di riscaldamento dell'abitacolo (ora con doppia regolazione).
25. cruscotto con colorazione bicolore ed inserto di un profilo cromato.
26. nuovi sedili anteriori di conformazione anatomica ed aventi gli schienali che, inclinandosi, si spostano automaticamente verso il centro per agevolare l'accesso ai posti posteriori di fortuna.
27. panchetta posteriore modificata per una migliore sistemazione, sia pur di fortuna, di eventuali passeggeri.
28. cappelliera e rivestimento padiglione in materiale plastico anziché in panno.
29. aggiunta di inserti in finta pelle nelle parti più soggette ad usura della tappezzeria.
30. nuove tasche-borse laterali (interne alle portiere).
31. ridotta la gamma dei colori disponibili.

| Caratteristiche tecniche Lancia Aurelia coupé quinta serie - mod. B20-B20S | |
| Motore                                                                     | tipo "B20"; anteriore, longitudinale, monoblocco; blocco motore in lega leggera, canne cilindri in ghisa (riportate) inamovibili, pistoni in lega d'alluminio a testa piatta; testate in lega d'alluminio con sedi valvole in ghisa riportate; camere di scoppio emisferiche; albero motore molto corto (forato internamente per la lubrificazione) in acciaio speciale, temprato, contrappesato e ruotante su 4 supporti; bielle in acciaio bonificato con boccole perno stantuffo in bronzo; supporti di banco e di biella a guscio sottile in acciaio con riporto in rame-piombo-indio; volano motore in acciaio; motore fissato alla scocca mediante sospensione elastica per 4 punti; peso del motore (senza acqua e senza olio, ma completo di dinamo e motorino di avviamento) kg 160. |
| Numero e posizione cilindri                                                | 6 cilindri a V (60°). |
| Cilindrata                                                                 | cmc 2451,31 (alesaggio mm 78,00 - corsa mm 85,50). |
| Distribuzione                                                              | albero a camme centrale (posto cioè nell'angolo formato dalle due file di cilindri) mosso da una catena doppia, a rulli (mantenuta in tensione da un tenditore idraulico automatico); valvole in testa, inclinate (con angolo di 85° tra loro) azionate da aste, bilancieri e punterie; (il registro del gioco del comando della valvola si effettua con vite a testa sferica e dado, sul braccio del bilanciere azionato dall'asta) gioco valvole: aspirazione mm 0,25-0,30, scarico mm 0,35-0,40. Messa in fase della distribuzione: a) aspirazione: inizio apertura 22° prima del P.M.S. (Punto Morto Superiore), fine chiusura 82° dopo il P.M.I. (Punto Morto Inferiore): b) scarico: inizio apertura: 55° prima del P.M.I., fine chiusura: 23° dopo il P.M.S. |
| Rapporto di compressione                                                   | 8,00:1. |
| Potenza max                                                                | 110 cv a 5.000 giri/minuto; il regime massimo ammesso è di 5.300 giri/minuto. |
| Coppia massima                                                             | 17,2 kgm a 3.500 giri/minuto. |
| Lubrificazione                                                             | forzata, con pompa ad ingranaggi (azionata da un alberino verticale calettato sul retro dell'albero a camme) e valvola limitatrice della pressione; filtro del tipo “a cartuccia” sul lato sinistro del motore; capacità circuito circa litri 5; manometro pressione olio sul quadro strumentazione (la lancetta deve raggiungere il settore centrale con vettura a 65 km/h in quarta velocità) con spia per pressione insufficiente. |
| Raffreddamento                                                             | ad acqua, a circolazione forzata con pompa centrifuga (coassiale con il ventilatore), radiatore del tipo a tubetti-lamelle, ventilatore ausiliario (pale aventi un diametro di cm 35) comandato da una cinghia trapezoidale registrabile ruotando la dinamo; l'impianto è regolato da due termostati, uno posto sulla tubazione (che ha il compito di non lasciar circolare l'acqua sino a quando non abbia raggiunto una certa temperatura) e l'altro posizionato sul radiatore (per comandare la persiana regolatrice, che si apre quando la temperatura dell'acqua sorpassa un determinato valore); capacità circuito (radiatore e motore) litri 10,5. |
| Accensione                                                                 | a spinterogeno; bobina Marelli B200A; distributore d'accensione Marelli S53C (anticipo fisso 12°- secondo alcune fonti 13°/14°-, con 5° in più od in meno per esigenze speciali; anticipo automatico 22° in più dell'anticipo fisso); ordine d'accensione: 1-4-3-6-5-2; candele AC 45 XI oppure Champion N5 (oppure NA-8) con sedi del diametro di mm 14 e passo di mm 1,25; apertura punta candele mm 0,50-0,60; apertura contatti distributore mm 0,42-0,48. |
| Alimentazione                                                              | un carburatore tipo Weber 40 DCZ 5 doppio corpo invertito munito di dispositivo d'avviamento (starter); spia starter inserita nella strumentazione; pompa meccanica a membrana posta sul lato destro del motore; filtri combustibile: nel serbatoio, nella pompa di mandata, nell'entrata del carburatore e, a bicchiere, tra la pompa di mandata ed il carburatore; filtro aria silenziatore, a secco, posto sopra il carburatore; dati di regolazione del carburatore: diffusori mm 26, getti principali mm 1,20, getti del minimo 0,55, freno aria mm 1,60, getto pompa di accelerazione mm 0,80. |
| Impianto elettrico                                                         | a 12 Volt, batteria 50 Ah, dinamo da 200 Watt (Marelli DN22C-200/12/1700D con regolatore staccato IR 15 A-200/12); spia dinamo inserita nella strumentazione; luci di posizione con lampade 12V-3/20W; proiettori con lampade 12V-45/40W; proiettori fendinebbia con lampade 12V-50W; fanalini posteriori con lampade 12V-3/20W; illuminazione targa con lampade 12V-5W UNI 1991; illuminazione quadro apparecchi con lampade 12V-2,5W (con possibilità di regolazione dell'intensità luminosa); illuminazione interna vettura con lampade 12V-5W UNI 1991; segnalatori di direzione con lampade 12V-3/20W; illuminazione interno baule-bagagliaio: con le stesse luci di illuminazione targa.; illuminazione interno cofano con lampada 12V-5W UNI 1991; tutte le spie inserite nella strumentazione sono con lampade 12V-2,5W. |
| Trasmissione                                                               | trazione sulle ruote posteriori; frizione, cambio e differenziale in gruppo unico, ancorato alla scocca e disposto al retrotreno (allo scopo di aumentare il peso gravante sulle ruote posteriori, diminuire quello gravante sulle ruote anteriori e migliorare l'abitabilità eliminando la protuberanza per il cambio tra gli occupanti del sedile anteriore). L'albero di trasmissione è in due tronchi, con supporto centrale elastico e tre giunti tipo Gibo (due alle estremità, con funzioni di giunti cardanici e di scorrimento, ed uno centrale, tutti elastici ad anello e muniti di centratore). |
| Frizione                                                                   | frizione in blocco unico con cambio e differenziale (blocco unico disposto al retrotreno, come indicato alla voce “trasmissione”) monodisco a secco tipo Fichtel e Sachs con giunto elastico; comando mediante trasmissione idraulica con pompa azionata dal pedale secondo un circuito analogo a quello dei freni (il serbatoio di alimentazione, a pressione, è dello stesso circuito dei freni); superficie di attrito cm² 225×2; carico sui dischi kg 380 circa, assicurato da 8 molle cilindriche; corsa a vuoto del pedale mm 20-25; regolazione gioco sul gambo della forcella del cilindro idraulico. |
| Cambio                                                                     | cambio in blocco con frizione e differenziale (blocco unico disposto al retrotreno, come indicato alla voce “trasmissione”) a 4 rapporti + retromarcia; scatola cambio scomponibile; albero primario superiore e albero di rinvio inferiore; II,III e IV marcia sincronizzate; per la I marcia (come per la retromarcia) vi è un accoppiamento a denti diritti con innesto diretto degli ingranaggi; quarta marcia in presa diretta; rapporti: I=3,093; II=2,054, III=1,415; IV=1:1; Retromarcia=3,093; leva di comando al volante (posizioni inserimento marce unificate a quelle adottate dalle altre vetture a maggior diffusione). |
| Rapporto al ponte                                                          | rapporto finale di riduzione, con coppia conica ipoide Gleason 11/41 (3,727:1. |
| Scocca                                                                     | monoscocca a cassa portante in lamiera d'acciaio. |
| Sospensioni ant.                                                           | a ruote indipendenti, assale forgiato a trave rigida con sezione a doppio “T; foderi telescopici a cannocchiale (sistema Lancia) con molle ad elica cilindriche ed ammortizzatori idraulici telescopici interni alle molle (regolabili tramite manette posizionate sulle sommità delle sospensioni); dati assale anteriore; a) inclinazione asse fuso a snodo 1°7'- b) inclinazione ruote (camber) 1°51' – c) incidenza: -1° (negativa) – d) convergenza: mm 4-6 (misurata sul cerchio delle ruote, con entrambe le ruote sollevate da terra). |
| Sospensioni post.                                                          | a ruote semi-indipendenti (schema De-Dion); assale rigido ancorato alla struttura mediante due balestre longitudinali per la reazione agli scuotimenti assiali e mediante barra trasversale Panhard incernierata agli estremi per la reazione agli scuotimenti trasversali; semiassi oscillanti; ammortizzatori idraulici telescopici tipo SABIF (non regolabili). |
| Impianto frenante                                                          | freni d'esercizio (SABIF), a pedale, idraulici ed agenti sulle 4 ruote; freno di stazionamento, a mano, meccanico ed agente sui tamburi delle ruote posteriori; i freni anteriori sono montati normalmente sulle ruote, quelli posteriori sono montati all'uscita dal gruppo frizione-cambio-differenziale; ceppi freni anteriori doppio-avvolgenti (azionati da due cilindretti separati); ceppi freni posteriori avvolgenti-svolgenti (un unico cilindretto aziona un ceppo ad effetto avvolgente ed un ceppo ad effetto svolgente per consentire la frenata in retromarcia); diametro dei tamburi anteriori cm 30, posteriori cm 28; larghezza dei ceppi dei freni anteriori cm 7,5 e posteriori cm 7; tamburi in lega d'alluminio con fascia interna d'attrito in ghisa riportata (rivettata); superficie totale frenante cm² 2640, di cui effettiva delle guarnizioni 1760 cm²; la impugnatura del comando del freno a mano è posizionata sotto il cruscotto; serbatoio freni idraulici posto nel cofano motore, con quello della sospensione anteriore, munito di pompa di pressione costante e tappo di introduzione con astina di livello; corsa massima di frenata: a) pedale a ¾ della corsa, b) freno a mano 4-5 denti. |
| Sterzo                                                                     | sterzo a vite senza fine e ruota elicoidale; snodi a sfere sul tirante di comando, boccole elastiche sul tirante di accoppiamento; rapporto tra vite e ruota 4/49 (12,25:1); la posizione di guida è a sinistra, a destra su richiesta; diametro volante - con corona in legno (secondo alcune fonti "finto legno") e tre razze in alluminio)- cm 42,2; la posizione del volante è regolabile (il volante è spostabile –unitamente alla leva cambio ed alla leva commutatore luci/indicatori di direzione- in avanti di 3 cm dalla sua posizione normale, abolendo lo spessore predisposto sotto il supporto del piantone); giri volante per sterzata completa (da tutto a destra a tutto a sinistra) 3 giri e ¾; diametro di sterzata mt 10,00. |
| Ruote                                                                      | a disco, in lamiera stampata, con cerchio da 165 x 400. |
| Pneumatici                                                                 | misure 165x400; Michelin “X” oppure Pirelli “Cinturato”; pressioni gonfiaggio: a) Michelin “X” tra 1,5 ed 1,7 kg/cm² a seconda del tipo di marcia (normale o veloce); b) Pirelli “Cinturato” tra 1,7 e 1,8 kg/cm² a seconda del tipo di marcia (normale o veloce); per la marcia particolarmente veloce e vettura a pieno carico, le pressioni possono salire fino a 1,8 kg/cm² per le “Michelin” e a 2,2 kg/cm² per le “Pirelli”. |
| Passo                                                                      | cm 265,0. |
| Altezza minima da terra                                                    | cm 15,0 (con vettura carica). |
| Carreggiate anter-poster                                                   | cm 128,0 -cm 130,0. |
| Lunghezza x larghezza x altezza                                            | vettura (coupé) cm 437,0 x cm 155,0 x cm 136,0. |
| Carrozzeria, arredamenti ed accessori                                      | carrozzeria: coupé 2 porte; 2 posti (più 2 di fortuna ovvero solo per brevi spostamenti); vetratura normale (non più vetri polarizzati); profilo cromato sotto le portiere; lunotto posteriore ingrandito; nuovi profili cromati (invece che in alluminio) agli sgocciolatoi delle portiere; aggiunta di un profilo cromato mediano al cofano motore; nuovo volante di guida con corona in legno (alcune fonti dicono "in finto legno") e tre razze in alluminio, con pulsante centrale per azionamento avvisatore elettroacustico; nuovi dischi ruote. sedili: sedile anteriore “a panchina” ma sdoppiato (due poltroncine di foggia anatomica, molto affiancate), scorrevole longitudinalmente (circa 18 cm), con schienali ad inclinazione regolabile dotati di sistema di ribaltamento obliquo per facilitare l'accesso ai posti posteriori di fortuna ; sedile posteriore “di fortuna” a panchetta. vano motore: illuminato. bagagliaio: capacità circa 250 dm3; vano illuminato (tramite le luci targa); apertura vano bagagli mediante rotazione luce targa; il bagagliaio contiene la ruota di scorta (posizionata orizzontalmente) e gli attrezzi in dotazione. comandi al volante: leva per commutazione luci ed indicatori di direzione, leva del cambio e pulsante al centro del volante per azionamento avvisatore elettroacustico. comandi a pedale: freno, frizione ed acceleratore (quest'ultimo del tipo a suola). comandi sotto al cruscotto (elencati nell'ordine da sinistra a destra, per vetture con guida a sinistra): leva sbloccaggio cofano motore, azzeratore contachilometri parziale, starter, acceleratore a mano, regolazione orologio, leva freno a mano, luci interno vettura (due plafoniere), interruttore motorino ventilatore (per riscaldamento o raffreddamento abitacolo), fendinebbia, tergicristallo, luci strumentazione (intensità luminosa regolabile). comandi al cruscotto (elencati nell'ordine da sinistra a destra, per vetture con guida a sinistra: luci esterne, accendisigari, chiave del quadro di accensione (che ora, se premuta a fondo, determina la messa in moto del motorino d'avviamento), lavavetro comandi sul pavimento: leva rubinetto riserva carburante. strumentazione: riunita in due grandi strumenti circolari Jaeger; il quadrante di sinistra include: tachimetro da 20 a 220 km/h (con numeri ogni 20 km/h), indicatore livello carburante, manometro olio con spia insufficiente pressione, termometro acqua, spie indicatori di direzione, contachilometri totalizzatore e contachilometri giornaliero azzerabile; il quadrante di destra include: contagiri da 500 a 5500 giri (con numeri ogni 500 giri), orologio, spia luci città, spia dinamo, spia starter (o freno a mano) inserito. accessori: due alette parasole orientabili, specchio retrovisore con posizione di anti-abbagliamento, cruscotto bicolore (con inserto di un profilato cromato), due portacenere posti alle estremità del cruscotto, sede per alloggiamento dell'eventuale autoradio, spruzzatore lavavetro, cassetto ripostiglio inserito nel cruscotto (con serratura), apparecchio per ventilazione e riscaldamento abitacolo e sbrinamento parabrezza, riscaldatore (ora a doppia regolazione), due fari fendinebbia, abolizione del fanalino della retromarcia (secondo alcune fonti l'abolizione è avvenuta a partire dalla sesta serie), due plafoniere per illuminazione interna vettura, tergicristallo(due racchette) con arresto automatico in posizione abbassata. gamma colori: grigio metallizzato, grigio chiarissimo, avorio, bleu scuro, nero |
| Peso a vuoto                                                               | in ordine di marcia e con una ruota di scorta, kg 1.210 circa; in ordine di marcia, completamente rifornita, kg 1.280 circa. |
| Serbatoio carburante                                                       | capacità litri 75, di cui circa 6 di riserva; indicatore livello sul quadro porta-apparecchi del cruscotto; rubinetto riserva a due posizioni (a sinistra= riserva esclusa; a destra=riserva inserita); non è prevista alcuna “spia” riserva carburante. |
| Velocità massima                                                           | 176 km/h in quarta marcia; velocità massime (km/h) nelle varie marce: I=55; II=83; III=120; Retromarcia=55. |
| Pendenze massime superabili                                                | a pieno carico: in prima marcia=37%; in II=23%; in III=14,5%; in IV=8%; in retromarcia=37%. |
| Consumo                                                                    | calcolato secondo le norme CUNA (in quarta marcia, in piano, ad una velocità costante pari ai 2/3 di quella massima, cioè, nella fattispecie, a circa 120 km/orari): litri 12,7 di supercarburante ogni 100 km (7,87 km/litro). |
| Tassa di circolazione                                                      | Potenza fiscale in Italia CV 26; bollo di circolazione annuo: Nel 1956/58=Lire 87.486. |
| Prezzo in Italia                                                           | Nel 1956/57: Lire 2.822.000 (prezzo di listino, escluse imposte – nella fattispecie I.G.E. ovvero Imposta Generale sulle Entrate – e spese varie d'immatricolazione) Accessori a richiesta: autoradio Lire 130.000. |
| Prezzo in Svizzera                                                         | Nel marzo 1956: Franchi Svizzeri 25.800. |

### Coupé sesta serie B20-B20S
- - Periodo di produzione: dall'aprile del 1957 al 7 novembre 1958
  - Modelli:
    - tipo B20, coupé 2 porte, 2 posti (+ 2 di fortuna) con guida a destra
    - tipo B20S, coupé 2 porte, 2 posti (+ 2 di fortuna) con guida a sinistra

  - Motore: tipo B20
  - Numerazione progressiva:
    - tipo B20: da 3817 a 4011
    - tipo B20S: da 1436 a 1860

  - Unità prodotte:
    - tipo B20: 195
    - tipo B20S: 425
    - totale: 620

  - Caratteristiche principali:
 motore: anteriore a 6 cilindri a V di 2451,31 cm³, potenza 112 cv a 5.000 giri (118 cv se misurata secondo le norme SAE), valvole in testa; carrozzeria: coupé 2 porte, 2 posti (più 2 “di fortuna”, per brevi tragitti), scocca portante, sospensioni anteriore a ruote indipendenti, sospensioni posteriori a ruote semi-indipendenti sistema De Dion,trasmissione con trazione alle ruote posteriori, cambio a 4 rapporti+retromarcia;dimensioni e peso: passo cm 265, lunghezza cm 437, larghezza cm 155, peso in ordine di marcia, rifornita, kg 1310 circa;velocità max: km/h 180

Siamo giunti al 1957. Ormai le sorti dell'Aurelia paiono segnate: la vettura destinata a succederle, la Flaminia, sta per essere immessa sul mercato nella versione berlina ed è lecito attendersi, prima o poi, una sua versione Gran Turismo. La vita della B20 comunque va avanti, anche perché gli ordini non mancano. L'ultima serie di questo glorioso modello nasce dunque nella primavera del 1957: oltre ad un leggero incremento dei valori di potenza (da 110 a 112 cv) e di coppia (da 17,2 a 17,5 kgm) che innalzano la soglia della velocità massima sino ad oltre 180 km/h, si devono registrare una miriade di piccole migliorie, meccaniche e non, di carattere secondario.
 Esteriormente, la sesta serie si riconosce per i deflettori alle portiere (che nelle serie precedenti non esistevano). La produzione della B20 termina nel 1958, anche se le vendite delle scorte proseguono sino alla metà del 1959, sia pure in quantità esigue. L'ultima B20 lascia la fabbrica il 7-11-1958: è una vettura con guida a sinistra (l'ultima B20 con guida a destra era uscita qualche mese prima, il 28 luglio).

Questo il dettaglio delle differenze che contraddistinguono la sesta serie dalla precedente:

a) rapporto di compressione elevato da 8,00:1 a 8,40:1.

b) albero a camme modificato.

c) potenza massima incrementata da 110 a 112 cv (sempre a 5000 giri/minuto).

d) coppia massima incrementata da 17,2 kgm a 17,5 kgm (sempre a 3500 giri/minuto).

e) adozione di un nuovo carburatore, Weber 40DCL5 in luogo del Weber 40DCZ5.

f) lieve variazione del rapporto al ponte, portato a 13/48=3,692:1 (precedente: 11/41=3,727:1).

g) nuova taratura delle sospensioni.

h) peso aumentato di circa 30 kg (da 1.280 a 1.310 in ordine di marcia, rifornita).

i) incremento della velocità massima, da 176 a 180 km/orari.

j) lieve incremento della pendenza massima superabile in I marcia, che sale dal 37% al 38%.

k) applicazione di deflettori ai vetri dei finestrini anteriori.

l) nuovi dischi copriruota, satinati..

m) montaggio del gancio di traino anteriore.

n) corona del volante ora (sicuramente) in legno pregiato.
| Caratteristiche tecniche Lancia Aurelia coupé sesta serie - mod. B20-B20S | |
| Motore                                                                    | tipo "B20"; anteriore, longitudinale, monoblocco; blocco motore in lega leggera, canne cilindri in ghisa (riportate) inamovibili, pistoni in lega d'alluminio a testa piatta, con 4 anelli (tre di tenuta ed un raschiaolio); testate in lega d'alluminio con sedi valvole in ghisa riportate; camere di scoppio emisferiche; albero motore molto corto (forato internamente per la lubrificazione) in acciaio speciale, temprato, contrappesato e ruotante su 4 supporti; bielle in acciaio bonificato con boccole perno stantuffo in bronzo; supporti di banco e di biella a guscio sottile in acciaio con riporto in rame-piombo-indio; volano motore in acciaio; motore fissato alla scocca mediante sospensione elastica per 4 punti; peso del motore (senza acqua e senza olio, ma completo di dinamo e motorino di avviamento) kg 160. |
| Numero e posizione cilindri                                               | 6 cilindri a V (60°). |
| Cilindrata                                                                | cmc 2451,31 (alesaggio mm 78,00 - corsa mm 85,50). |
| Distribuzione                                                             | albero a camme centrale (posto cioè nell'angolo formato dalle due file di cilindri) mosso da una catena doppia, a rulli (mantenuta in tensione da un tenditore idraulico automatico); valvole in testa, inclinate (con angolo di 85° tra loro)azionate da aste, bilancieri e punterie; diametro delle valvole: aspirazione mm 40, scarico mm 35; (il registro del gioco del comando della valvola si effettua con vite a testa sferica e dado, sul braccio del bilanciere azionato dall'asta) gioco valvole: aspirazione mm 0,25-0,30, scarico mm 0,35-0,40. Messa in fase della distribuzione: a) aspirazione: inizio apertura 22° prima del P.M.S. (Punto Morto Superiore), fine chiusura 82° dopo il P.M.I. (Punto Morto Inferiore): b) scarico: inizio apertura: 55° prima del P.M.I., fine chiusura: 23° dopo il P.M.S. |
| Rapporto di compressione                                                  | 8,40:1. |
| Potenza max                                                               | 112 cv a 5.000 giri/minuto; il regime massimo ammesso è di 5.300 giri/minuto. |
| Coppia massima                                                            | 17,5 kgm a 3.500 giri/minuto. |
| Lubrificazione                                                            | forzata, con pompa ad ingranaggi (azionata da un alberino verticale calettato sul retro dell'albero a camme) e valvola limitatrice della pressione; filtro del tipo “a cartuccia” sul lato sinistro del motore; capacità circuito circa litri 5; manometro pressione olio sul quadro strumentazione (la lancetta deve raggiungere il settore centrale con vettura a 65 km/h in quarta velocità) con spia per pressione insufficiente. |
| Raffreddamento                                                            | ad acqua, a circolazione forzata con pompa centrifuga (coassiale con il ventilatore), radiatore del tipo a tubetti-lamelle, ventilatore ausiliario a 6 pale (diametro cm 35) comandato da una cinghia trapezoidale registrabile ruotando la dinamo; l'impianto è regolato da due termostati, uno posto sulla tubazione (che ha il compito di non lasciar circolare l'acqua sino a quando non abbia raggiunto una certa temperatura) e l'altro posizionato sul radiatore (per comandare la persiana regolatrice, che si apre quando la temperatura dell'acqua sorpassa un determinato valore); capacità circuito (radiatore e motore) litri 10,5. |
| Accensione                                                                | a spinterogeno; bobina Marelli B200A; distributore d'accensione Marelli S53C (anticipo fisso 12°- secondo alcune fonti 13°/14°-, con 5° in più od in meno per esigenze speciali; anticipo automatico 22° in più dell'anticipo fisso); ordine d'accensione: 1-4-3-6-5-2; candele AC 45 XI oppure Champion N5 (oppure NA-8) con sedi del diametro di mm 14 e passo di mm 1,25; apertura punta candele mm 0,50-0,60; apertura contatti distributore mm 0,42-0,48. |
| Alimentazione                                                             | un carburatore tipo Weber 40 DCL 5 doppio corpo invertito munito di dispositivo d'avviamento (starter) con apertura sincrona delle farfalle; spia starter inserita nella strumentazione; pompa meccanica a membrana posta sul lato destro del motore; filtri combustibile: nel serbatoio, nella pompa di mandata e nell'entrata del carburatore; filtro aria silenziatore, a secco, posto sopra il carburatore; dati di regolazione del carburatore: diametro dei condotti mm 40, diffusori mm 25, getti principali mm 1,35, getti del minimo 0,55, freno aria mm 1,60, getto pompa di accelerazione mm 0,65. |
| Impianto elettrico                                                        | a 12 Volt, batteria 50 Ah, dinamo da 200 Watt (Marelli DN22C-200/12/1700D con regolatore staccato IR 15 A-200/12); spia dinamo inserita nella strumentazione; luci di posizione con lampade 12V-3/20W; proiettori con lampade 12V-45/40W; proiettori fendinebbia con lampade 12V-50W; fanalini posteriori con lampade 12V-3/20W; illuminazione targa con lampade 12V-5W UNI 1991; illuminazione quadro apparecchi con lampade 12V-2,5W (con possibilità di regolazione dell'intensità luminosa); illuminazione interna vettura con lampade 12V-5W UNI 1991; segnalatori di direzione con lampade 12V-3/20W; illuminazione interno baule-bagagliaio: con le stesse luci di illuminazione targa.; illuminazione interno cofano con lampada 12V-5W UNI 1991; tutte le spie inserite nella strumentazione sono con lampade 12V-2,5W. |
| Trasmissione                                                              | trazione sulle ruote posteriori; frizione, cambio e differenziale in gruppo unico, ancorato alla scocca e disposto al retrotreno (allo scopo di aumentare il peso gravante sulle ruote posteriori, diminuire quello gravante sulle ruote anteriori e migliorare l'abitabilità eliminando la protuberanza per il cambio tra gli occupanti del sedile anteriore). L'albero di trasmissione è in due tronchi, con supporto centrale elastico e tre giunti tipo Gibo (due alle estremità, con funzioni di giunti cardanici e di scorrimento, ed uno centrale, tutti elastici ad anello e muniti di centratore). |
| Frizione                                                                  | frizione in blocco unico con cambio e differenziale (blocco unico disposto al retrotreno, come indicato alla voce “trasmissione”) monodisco a secco tipo Fichtel e Sachs con giunto elastico; comando mediante trasmissione idraulica con pompa azionata dal pedale secondo un circuito analogo a quello dei freni (il serbatoio di alimentazione, a pressione, è dello stesso circuito dei freni); superficie di attrito cm² 225×2; carico sui dischi kg 380 circa, assicurato da 8 molle cilindriche; corsa a vuoto del pedale mm 20-25; regolazione gioco sul gambo della forcella del cilindro idraulico. |
| Cambio                                                                    | cambio in blocco con frizione e differenziale (blocco unico disposto al retrotreno, come indicato alla voce “trasmissione”) a 4 rapporti + retromarcia; scatola cambio scomponibile; albero primario superiore e albero di rinvio inferiore; II,III e IV marcia sincronizzate; per la I marcia (come per la retromarcia) vi è un accoppiamento a denti diritti con innesto diretto degli ingranaggi; quarta marcia in presa diretta; rapporti: I=3,093; II=2,054, III=1,415; IV=1:1; Retromarcia=3,093; leva di comando al volante (posizioni inserimento marce unificate a quelle adottate dalle altre vetture a maggior diffusione). |
| Rapporto al ponte                                                         | rapporto finale di riduzione, con coppia conica ipoide Gleason 13/48 (3,692:1). |
| Scocca                                                                    | monoscocca a cassa portante in lamiera d'acciaio. |
| Sospensioni ant.                                                          | a ruote indipendenti, assale forgiato a trave rigida con sezione a doppio “T; foderi telescopici a cannocchiale (sistema Lancia) con molle ad elica cilindriche ed ammortizzatori idraulici telescopici interni alle molle (regolabili tramite manette posizionate sulle sommità delle sospensioni); dati assale anteriore; a) inclinazione asse fuso a snodo 1°7'- b) inclinazione ruote (camber) 1°51' – c) incidenza: -1° (negativa) – d) convergenza: mm 4-6 (misurata sul cerchio delle ruote, con entrambe le ruote sollevate da terra). |
| Sospensioni post.                                                         | a ruote semi-indipendenti (schema De-Dion); assale rigido ancorato alla struttura mediante due balestre longitudinali per la reazione agli scuotimenti assiali e mediante barra trasversale Panhard incernierata agli estremi per la reazione agli scuotimenti trasversali; semiassi oscillanti; ammortizzatori idraulici telescopici tipo SABIF (non regolabili). |
| Impianto frenante                                                         | freni d'esercizio (SABIF), a pedale, idraulici ed agenti sulle 4 ruote; freno di stazionamento, a mano, meccanico ed agente sui tamburi delle ruote posteriori; i freni anteriori sono montati normalmente sulle ruote, quelli posteriori sono montati all'uscita dal gruppo frizione-cambio-differenziale; ceppi freni anteriori doppio-avvolgenti (azionati da due cilindretti separati); ceppi freni posteriori avvolgenti-svolgenti (un unico cilindretto aziona un ceppo ad effetto avvolgente ed un ceppo ad effetto svolgente per consentire la frenata in retromarcia); diametro dei tamburi anteriori cm 30, posteriori cm 28; larghezza dei ceppi dei freni anteriori cm 7,5 e posteriori cm 7; tamburi in lega d'alluminio con fascia interna d'attrito in ghisa riportata (rivettata); superficie totale frenante cm² 2640, di cui effettiva delle guarnizioni 1760 cm²; presa d'aria dinamica per la ventilazione dei tamburi anteriori; la impugnatura del comando del freno a mano è posizionata sotto il cruscotto; serbatoio freni idraulici posto nel cofano motore, con quello della sospensione anteriore, munito di pompa di pressione costante e tappo di introduzione con astina di livello; corsa massima di frenata: a) pedale a ¾ della corsa, b) freno a mano 4-5 denti. |
| Sterzo                                                                    | sterzo a vite senza fine e ruota elicoidale; snodi a sfere sul tirante di comando, boccole elastiche sul tirante di accoppiamento; rapporto tra vite e ruota 4/49 (12,25:1); la posizione di guida è a sinistra, a destra su richiesta; diametro volante - con corona in legno pregiato e tre razze in alluminio - cm 42,2; la posizione del volante è regolabile (il volante è spostabile –unitamente alla leva cambio ed alla leva commutatore luci/indicatori di direzione- in avanti di 3 cm dalla sua posizione normale, abolendo lo spessore predisposto sotto il supporto del piantone); giri volante per sterzata completa (da tutto a destra a tutto a sinistra) 3 giri e ¾; diametro di sterzata mt 10,00. |
| Ruote                                                                     | a disco, in lamiera stampata, con cerchio da 165 x 400. |
| Pneumatici                                                                | misure 165x400; Michelin “X” oppure Pirelli “Cinturato”; pressioni gonfiaggio: a) Michelin “X” tra 1,5 ed 1,7 kg/cm² a seconda del tipo di marcia (normale o veloce); b) Pirelli “Cinturato” tra 1,7 e 1,8 kg/cm² a seconda del tipo di marcia (normale o veloce); per la marcia particolarmente veloce e vettura a pieno carico, le pressioni possono salire fino a 1,8 kg/cm² per le “Michelin” e a 2,2 kg/cm² per le “Pirelli”. |
| Passo                                                                     | cm 265,0. |
| Altezza minima da terra                                                   | cm 15,0 (con vettura carica). |
| Carreggiate anter-poster                                                  | cm 128,0 -cm 130,0. |
| Lunghezza x larghezza x altezza                                           | vettura (coupé) cm 437,0 x cm 155,0 x cm 136,0. |
| Carrozzeria, arredamenti ed accessori                                     | carrozzeria: coupé 2 porte; 2 posti (più 2 di fortuna ovvero solo per brevi spostamenti); profili cromati sotto le portiere; nuovi dischi copriruota; aggiunta di deflettori para-aria regolabili ai vetri delle portiere; volante di guida con corona in legno pregiato e tre razze in alluminio, con pulsante centrale per azionamento avvisatore elettroacustico. sedili: sedile anteriore “a panchina” ma sdoppiato (due poltroncine di foggia anatomica, molto affiancate), scorrevole longitudinalmente (circa 18 cm), con schienali ad inclinazione regolabile dotati di sistema di ribaltamento obliquo per facilitare l'accesso ai posti posteriori di fortuna, appoggiabraccia centrale rientrante; sedile posteriore “di fortuna” a panchetta, avente lo schienale ed il fondo imbottiti; piccoli poggiabraccia laterali ai sedili posteriori. vano motore: illuminato. bagagliaio: capacità circa 250 dm3; vano illuminato (tramite le luci targa); apertura vano bagagli mediante rotazione luce targa; il bagagliaio contiene la ruota di scorta (posizionata orizzontalmente) e gli attrezzi in dotazione; il bagaglio può essere anche sistemato (asportando la panchetta) nel vano posteriore dell'abitacolo, dove sono installate due cinghie per l'eventuale fissaggio del bagaglio stesso. comandi al volante: leva per commutazione luci ed indicatori di direzione, leva del cambio e pulsante al centro del volante per azionamento avvisatore elettroacustico. comandi a pedale: freno, frizione ed acceleratore (quest'ultimo del tipo a suola). comandi sotto al cruscotto (elencati nell'ordine, da sinistra a destra, per vetture con guida a sinistra): leva sbloccaggio cofano motore, azzeratore contachilometri parziale, starter, acceleratore a mano, regolazione orologio, leva freno a mano, luci interno vettura (due plafoniere), interruttore motorino ventilatore (per riscaldamento o raffreddamento abitacolo), fendinebbia, tergicristallo, luci strumentazione (intensità luminosa regolabile). comandi al cruscotto (elencati nell'ordine, da sinistra a destra, per vetture con guida a sinistra): lavavetro, luci esterne, accendisigari, chiave del quadro di accensione (che, se premuta a fondo, determina la messa in moto del motorino d'avviamento). comandi sul pavimento: leva rubinetto riserva carburante. strumentazione: riunita in due grandi strumenti circolari Jaeger; il quadrante di sinistra include: tachimetro da 20 a 220 km/h (con numeri ogni 20 km/h), indicatore livello carburante, manometro olio con spia insufficiente pressione, termometro acqua, spie indicatori di direzione, contachilometri totalizzatore e contachilometri giornaliero azzerabile; il quadrante di destra include: contagiri da 500 a 5500 giri (con numeri ogni 500 giri), orologio, spia luci città, spia dinamo, spia starter inserito. accessori: due alette parasole foderate in panno ed orientabili, specchio retrovisore con posizione di anti-abbagliamento, cruscotto bicolore (con inserto di un profilato cromato), due portacenere posti alle estremità del cruscotto, sede per alloggiamento dell'eventuale autoradio, spruzzatore lavavetro, cassetto ripostiglio (con serratura) inserito nel cruscotto, deflettori para-aria regolabili ai vetri delle portiere, finestrini posteriori ad apertura regolabile tramite piccoli compassi, apparecchio per ventilazione e riscaldamento abitacolo e sbrinamento parabrezza, riscaldatore a doppia regolazione, gancio di traino anteriore, due fari fendinebbia, abolizione del fanalino della retromarcia (secondo alcune fonti l'abolizione è avvenuta a partire dalla sesta serie), due plafoniere laterali per illuminazione interna vettura, tergicristallo (due racchette) con arresto automatico in posizione abbassata. gamma colori: grigio metallizzato, grigio chiaro, azzurro, bleu scuro, nero. |
| Peso a vuoto                                                              | in ordine di marcia e con una ruota di scorta, kg 1.240 circa (peso “a secco” misurato nel 1957 dalla rivista “Auto Italiana” kg 1.270, dei quali 615 gravanti sull'avantreno e kg 655 gravanti sul retrotreno); in ordine di marcia, completamente rifornita, kg 1.310 circa; il peso misurato dalla rivista “Auto Italiana” nel 1957 con vettura completamente rifornita e con due persone a bordo più 30 kg di bagaglio, è risultato di kg 1.495, dei quali 695 gravanti sull'avantreno e kg 800 gravanti sul retrotreno. |
| Serbatoio carburante                                                      | capacità litri 75, di cui circa 6 di riserva; indicatore livello sul quadro porta-apparecchi del cruscotto; rubinetto riserva a due posizioni (a sinistra= riserva esclusa; a destra=riserva inserita); non è prevista alcuna “spia” riserva carburante. |
| Velocità massima                                                          | oltre 180 km/h in quarta marcia; velocità massime (km/h) nelle varie marce: I=55; II=83; III=120; Retromarcia=55. |
| Pendenze massime superabili                                               | a pieno carico: in prima marcia=38%; in II=24%; in III=15%; in IV=8%; in retromarcia=38%. |
| Consumo                                                                   | calcolato secondo le norme CUNA (in quarta marcia, in piano, ad una velocità costante pari ai 2/3 di quella massima, cioè, nella fattispecie, a circa 120 km/orari): litri 12,7 di supercarburante (minimo 92 ottani) ogni 100 km (7,87 km/litro). |
| Tassa di circolazione                                                     | Potenza fiscale in Italia CV 26; bollo di circolazione annuo: Nel 1957/58=Lire 87.486. |
| Prezzo in Italia                                                          | Lire 2.862.000 (prezzo di listino, escluse imposte – nella fattispecie I.G.E. ovvero Imposta Generale sulle Entrate – e spese varie d'immatricolazione); il prezzo "su strada" sale pertanto a Lire 2.964.000 circa Accessori a richiesta: autoradio Lire 130.000. |
| Prezzo in Svizzera                                                        | Nel marzo 1957: Franchi Svizzeri 26.500 Nel marzo 1959: Franchi Svizzeri 25.300. |